# Dwight D. Eisenhower
Thống tướng Dwight David "Ike" Eisenhower (phát âm: /ˈaɪzənhaʊ.ər/; 14 tháng 10 năm 1890 – 28 tháng 3 năm 1969) là một vị Thống tướng Lục quân Hoa Kỳ và là Tổng thống Hoa Kỳ thứ 34 từ năm 1953 đến 1961. Trong thời gian Chiến tranh thế giới thứ hai, ông phục vụ với tư cách là Tư lệnh Tối cao các lực lượng Đồng Minh tại châu Âu, trong đó có trách nhiệm lập kế hoạch và giám sát cuộc tiến công xâm chiếm thành công vào nước Pháp và Đức năm 1944 – 1945 từ mặt trận phía Tây. Năm 1951, ông trở thành Tư lệnh Tối cao đầu tiên của NATO.
Là một đảng viên Cộng hòa, Eisenhower bước vào cuộc đua tranh cử Tổng thống năm 1952 đối đầu với chủ nghĩa cô lập của thượng nghị sĩ Robert A. Taft, và cái mà ông muốn đi đầu để đối phó là "chủ nghĩa cộng sản, Triều Tiên và tham nhũng". Ông thắng lớn, kết thúc hai mươi năm kiểm soát Đảng Dân chủ. Là Tổng thống, Eisenhower đe dọa sử dụng vũ khí hạt nhân để buộc Trung Quốc đồng ý ngưng bắn trong cuộc Chiến tranh Triều Tiên. Ông luôn gây sức ép với Liên Xô trong thời Chiến tranh lạnh, cho phép ưu tiên phát triển các loại vũ khí hạt nhân không tốn nhiều kinh phí và giảm các lực lượng khác để tiết kiệm tiền bạc. Ông đã phải chơi trò đuổi bắt trong cuộc chạy đua không gian sau khi Liên Xô phóng vệ tinh Sputnik năm 1957. Về mặt trận trong nước, ông giúp loại Joe McCarthy khỏi quyền lực nhưng mặc khác bỏ đa số các vấn đề chính trị cho phó Tổng thống của mình là Richard Nixon đối phó. Ông từ chối hủy bỏ chương trình New Deal nhưng thay vào đó lại mở rộng chương trình An sinh Xã hội và khởi sự Hệ thống Xa lộ Liên tiểu bang. Ông là Tổng thống đầu tiên bị giới hạn nhiệm kỳ theo tu chính án 22, Hiến pháp Hoa Kỳ. Các sử gia thường xếp hạng Eisenhower trong số 10 Tổng thống hàng đầu của Hoa Kỳ.

## Thời thơ ấu và gia đình

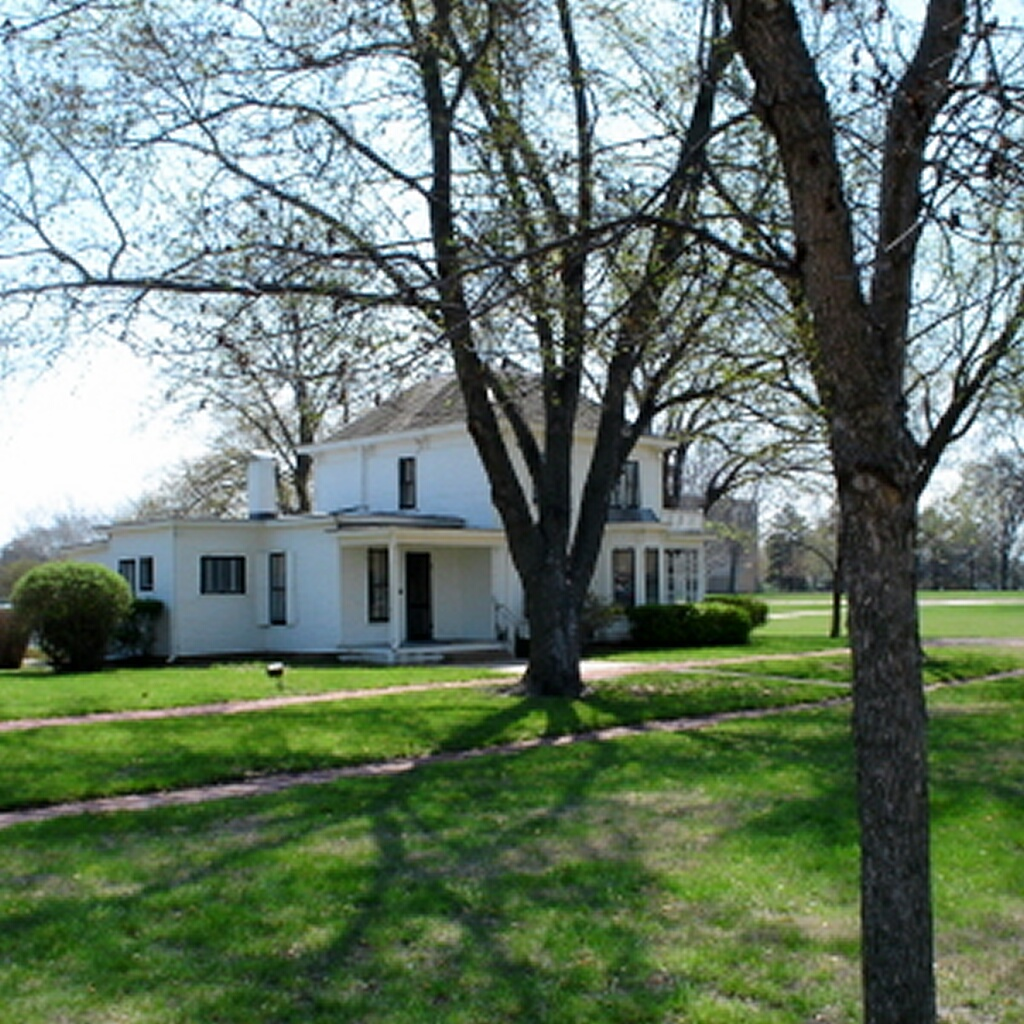
Ngôi nhà gia đình của Eisenhower ở Abilene, Kansas

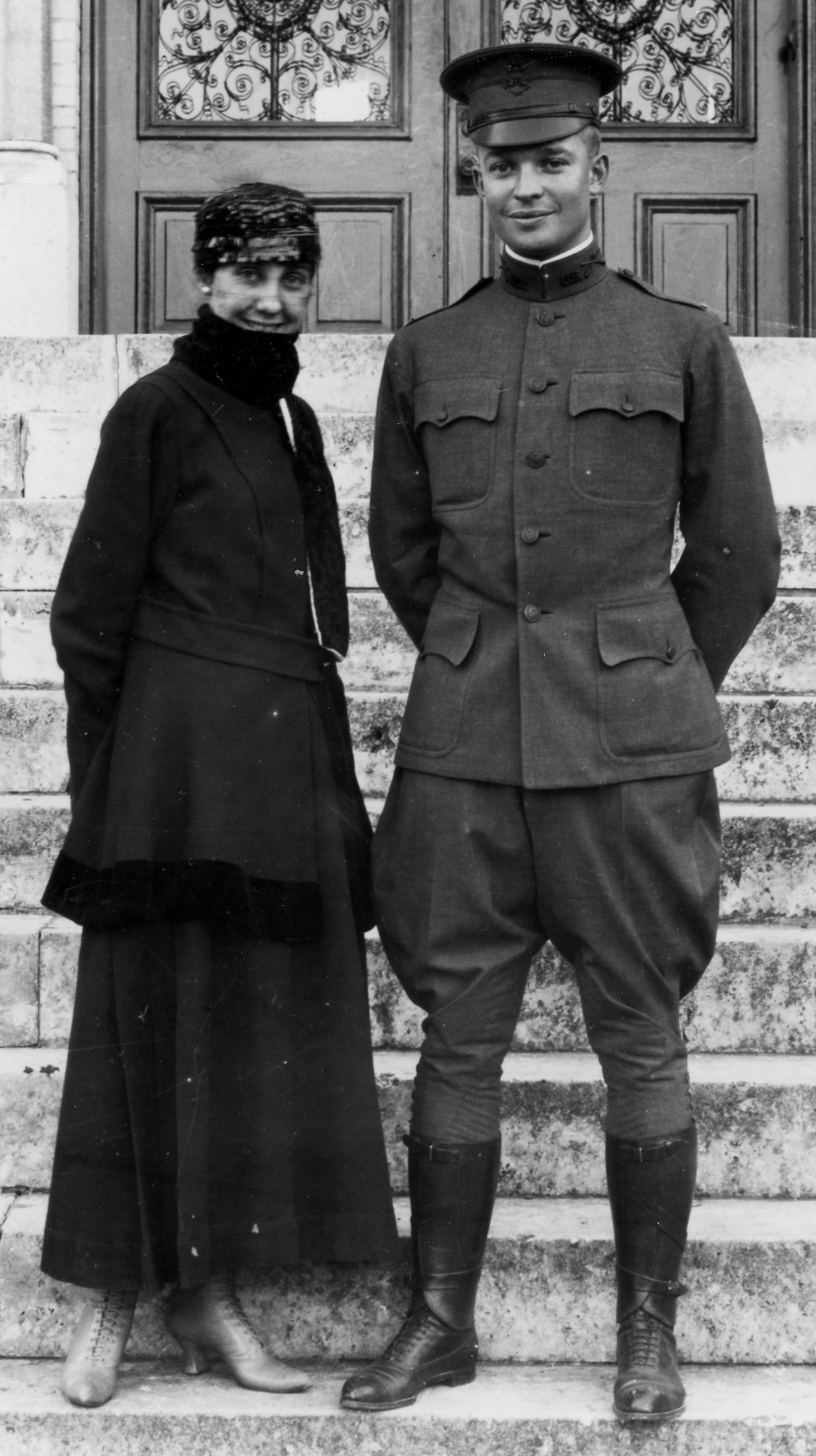
Eisenhower cùng với vợ đứng trên bậc thềm của trường Đại học St. Mary ở thành phố San Antonio, Texas năm 1916 là nơi Eisenhower có thời gian làm huấn luyện viên môn bóng bầu dục.

Eisenhower có tên khai sinh là David Dwight Eisenhower, sinh ngày 14 tháng 10 năm 1890 tại số 208 Đường Day, khu đông thành phố Denison, Texas, là Tổng thống đầu tiên sinh ra tại tiểu bang này. Ông là người con trai thứ ba trong số bảy anh em trai, có cha là David Jacob Eisenhower và mẹ Ida Elizabeth Stover, gốc Đức, Anh và Thụy Sĩ. Ngôi nhà nơi ông được sinh ra nay được dùng làm nhà lưu niệm lịch sử tiểu bang có tên gọi "Eisenhower Birthplace State Historic Site" do Ủy ban Lịch sử Texas điều hành hoạt động.
Tên ông là David Dwight và mọi người thường gọi ông là Dwight. Ông chọn giữ thứ tự tên gọi của mình là Dwight thay vì là David khi ghi danh vào Học viện Quân sự West Point Hoa Kỳ.
Tổ tiên bên nội của Eisenhower có thể được truy tìm nguồn gốc đến Hans Nicolas Eisenhauer là người có họ Đức với nghĩa là "thợ làm đồ sắt". Hans Eisenhauer và gia đình di cư từ Karlsbrunn (bây giờ là Saarland), Đức đến Lancaster, Pennsylvania năm 1741. Con cháu di chuyển về hướng tây. Gia đình của Eisenhower định cư tại Abilene, Kansas năm 1892. Cha của ông, David Eisenhower, là một kỹ sư có bằng đại học.
Do hoàn cảnh nghèo khó, ngay từ nhỏ cậu bé Eisenhower đã phải cùng với các anh em phụ giúp công việc gia đình, như tham gia trồng rau cải. Lớn lên ông lại phải ra ngoài làm tạp dịch để kiếm sống. Điều này đã hình thành thói quen cần kiệm và ham lao động của vị tướng tương lai. Trong thời gian này có hai sự kiện ảnh hưởng rất lớn đến Eisenhower. Năm 10 tuổi, do tức giận vì không được đi chơi Giáng sinh với một số bạn lớn tuổi hơn, cậu bé Eisenhower đã đấm liên tục vào thân cây cho đến chảy máu tay. Lúc đó mẹ ông đã khuyên rằng: tức giận là vô ích, những người có khả năng khống chế tình cảm của mình còn vĩ đại hơn cả những người khống chế một thành phố. Lời khuyên này đã ảnh hưởng lớn đến tính cách của Eisenhower và giúp ông rất nhiều trong việc tạo lập mối quan hệ tốt với đồng sự và giữ một hình ảnh cá nhân tốt đẹp trong mắt mọi người. Việc thứ hai là khi Eisenhower bị thương ở đầu gối lúc 15 tuổi. Vết thương nhiễm trùng và thầy thuốc đề nghị phải cưa bỏ chân, tuy nhiên Eisenhower thà chết chứ không muốn làm một kẻ tàn phế. Điều kỳ diệu là vết thương của ông phục hồi nhanh chóng sau đó. Ý chí kiên cường và tinh thần dũng cảm của Eisenhower đã bắt đầu bộc lộ trong hoàn cảnh này.
Ông kết hôn với Mamie Geneva Doud (1896–1979), một cư dân của thành phố Boone, Iowa và là con gái của một đại phú thương tại thành Denver, Colorado, vào ngày 1 tháng 7 năm 1916. Chính nhờ cuộc hôn nhân tốt đẹp nên Dwight Eisenhower đã có một hậu phương vững chắc cho đời sống quân sự và chính trị của mình. Hai người có hai người con trai: Doud Dwight và John Sheldon Doud. Doud Dwight sinh ngày 24 tháng 9 năm 1917, và chết vì bệnh sốt đỏ ngày 2 tháng 1 năm 1921 lúc 3 tuổi. Con trai thứ hai của họ, John Sheldon Doud Eisenhower, sinh năm sau đó vào ngày 3 tháng 8 năm 1922; John phục vụ trong Lục quân Hoa Kỳ, về hưu với cấp bậc chuẩn tướng, trở thành nhà văn, và phục vụ trong vai trò đại sứ Mỹ tại Bỉ từ năm 1969 đến 1971. John tốt nghiệp West Point trùng hợp vào ngày D-Day 6 tháng 6 năm 1944 và kết hôn với Barbara Jean Thompson ngày 10 tháng 6 năm 1947. John và Barbara có bốn người con: Dwight David II "David", Barbara Ann, Susan Elaine và Mary Jean. David, tên được đặt cho Trại David, kết hôn với con gái của Tổng thống Richard Nixon là Julie năm 1968.

### Giáo dục
Dwight D. Eisenhower học ở trường Trung học Abilene, thành phố Abilene, tiểu bang Kansas và tốt nghiệp năm 1909. Trong trường học, Eisenhower yêu thích nhất là môn lịch sử. Ông rất thích đọc các truyện ký về các vị anh hùng, các danh nhân quân sự thuở xưa; hai người ông hâm mộ nhất là Thống soái Hannibal Barca và Tổng thống Hoa Kỳ George Washington. Khi trưởng thành, Eisenhower vẫn còn nhớ rõ các chiến dịch quân sự quan trọng trong lịch sử. Bạn bè ông cho rằng Eisenhower sẽ trở thành giáo sư tại Đại học Yale. Tuy nhiên do gia cảnh khó khăn ông tạm nghỉ học để đi làm giúp người anh thứ hai có tiền học tiếp. Việc giúp đỡ lẫn nhau là một điểm đặc trưng trong gia đình của Eisenhower và đã giúp ích rất nhiều cho ông sau này. Lúc đó ông làm trưởng toán đêm trong hãng làm bơ Belle Springs. Sau khi làm việc hai năm để giúp anh của ông là Edgar học đại học, một người bạn đã hối thúc ông xin vào Học viện Hải quân Hoa Kỳ. Eisenhower dễ dàng vượt qua kỳ thi tuyển vào Học viện Hải quân Hoa Kỳ ở Annapolis. Tuy nhiên, do quá tuổi nên không được nhận vào trường và ông được Thượng nghị sĩ tiểu bang Kansas là Joseph L. Bristow giới thiệu vào Học viện Quân sự Hoa Kỳ tại West Point, New York năm 1911. Những sự trắc trở trên con đường học vấn của Eisenhower vô hình trung đã đem lại cho nước Mỹ một danh tướng lục quân.
Eisenhower ghi danh vào Học viên Quân sự Hoa Kỳ tại West Point tháng 6 năm 1911. Cha mẹ của ông là những người chống chủ nghĩa quân phiệt đã phản đối ông vào học viện West Point vì họ là những người tài trợ giáo dục cho ông. Eisenhower là một vận động viên mạnh mẽ và có được những thành công nổi bật trong các cuộc tranh tài thể thao.
Tại West Point, Eisenhower học lý luận quân sự cùng với các giáo trình chung khác của bậc Đại học. Ông yêu thích nhất môn Toán và môn Sử, đặc biệt ông bộc lộ đầu óc thông minh trong môn Toán khi có những bài giải còn hay hơn cả đáp án trong sách vở. Đồng thời ông cũng rất yêu thích thể thao: Eisenhower là một trung vệ nổi tiếng trong bóng bầu dục ở năm thứ hai Đại học, mặc dù sau đó ông bị chấn thương đầu gối và phải bỏ môn này - một trục trắc khác trên con đường sự nghiệp của Eisenhower đã giúp cho nước Mỹ không bị mất đi một danh tướng lục quân. Tuy nhiên, ít nhất môn thể thao này đã giúp Eisenhower hình thành tinh thần làm việc tập thể - một điều cực kỳ quan trọng đối với binh nghiệp của ông về sau. Nhìn chung, "danh tiếng" của Eisenhower rất cao trong trường West Point thông qua thái độ nhiệt tình, khoan dung và thân thiện của ông. Nhưng cá tính cứng rắn của Eisenhower đã khiến thành tích học tập và hạnh kiểm của ông không tốt lắm: ông tốt nghiệp năm 1915 chỉ với hạng 61 trong số 168 học sinh. Năm học 1915 được biết đến như là "năm học sao rơi xuống" vì 59 học viên lần lượt trở thành các sĩ quan cấp tướng.

### Nghiệp thể thao

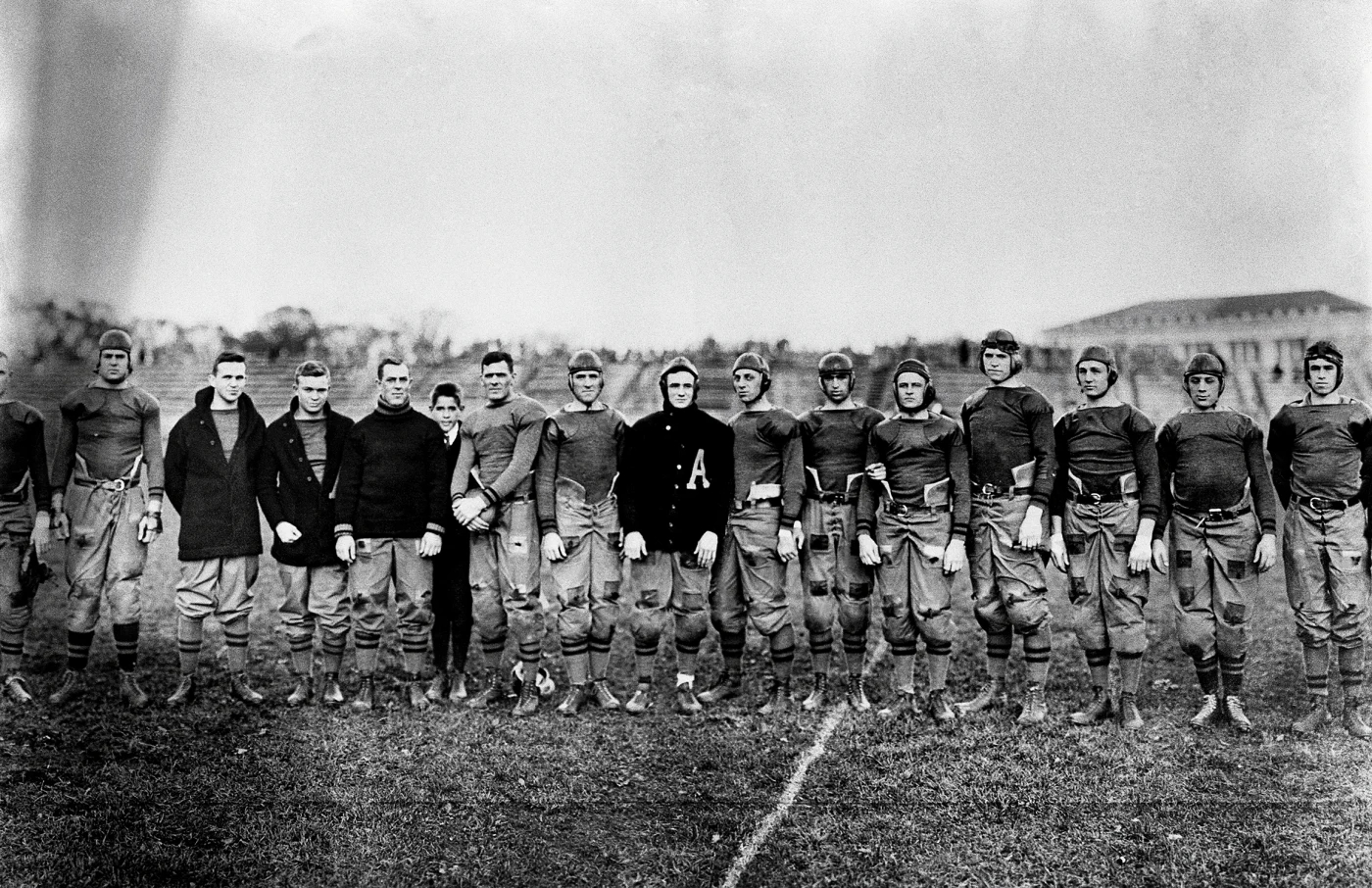
Các thành viên của đội bóng bầu dục West Point năm 1912. Học viên Eisenhower đứng thứ hai từ bên trái; học viên Omar Bradley đứng thứ hai từ bên phải.

Tại West Point, Eisenhower không thành công khi thử thời vận với môn bóng chày. Sau này ông có nói rằng "không thành công với môn bóng chày tại West Point là một trong số những thất vọng lớn của tôi, có lẽ là sự thất vọng lớn nhất." Tuy nhiên, Eisenhower thành công với môn bóng bầu dục.
Năm 1916, trong lúc đóng quân ở đồn Sam Houston, Eisenhower làm huấn luyện viên bóng bầu dục cho trường Đại học St. Louis, bây giờ là viện Đại học St. Mary.
Trong cuộc đời sau này, Eisenhower rất mê say môn golf và gia nhập Câu lạc bộ Golf Quốc gia Augusta năm 1948 sau khi được câu lạc bộ này mời tham dự khi ông viếng thăm nơi này lần đầu tiên. Ông chơi golf thường xuyên trong hai nhiệm kỳ Tổng thống của mình, và cũng như sau khi về hưu. Ông có một sân chơi golf cơ bản được lập tại Trại David.

## Khởi sự binh nghiệp
Sau khi tốt nghiệp Học viện Quân sự Hoa Kỳ vào năm 1915, thiếu úy Eisenhower nhận công tác đầu tiên ở đồn Sam Houston, tiểu bang Texas. Tại đây, ông dùng giờ rảnh chỉ vào hai việc: đi săn và làm huấn luyện viên môn bóng bầu dục. Ông phục vụ ngành bộ binh cho đến năm 1918 ở nhiều trại khác nhau trong tiểu bang Texas và Georgia.

### Chiến tranh thế giới thứ nhất
Trong thời Chiến tranh thế giới thứ nhất, Eisenhower là chỉ huy số 3 của binh chủng xe tăng mới thành lập và vươn lên cấp bậc tạm thời trong thời chiến là trung tá trong Lục quân Quốc gia. Điều này khiến ông hết sức phấn khởi, và ông đã dùng khả năng tổ chức của mình để giữ sĩ khí và tinh thần sẵn sàng chiến đấu của binh đoàn ở mức cao. Tuy nhiên, một lần nữa số phận đã khiến ông không được toại nguyện khi vào tháng 9 cùng năm, Eisenhower bị phái đi làm sĩ quan huấn luyện tại một doanh trại huấn luyện dành cho các sĩ quan ở tiểu bang Georgia. Sau đó mấy tháng ông lại được điều đến một doanh trại huấn luyện khác. Việc không được tham chiến đã khiến Eisenhower tiếc nuối rất nhiều, nhưng một lần nữa, chính sự trớ trêu của số phận đã làm lợi cho ông: Eisenhower có thể tránh được mặc cảm bắn giết vô tình trong hồi ức và có một đầu óc tỉnh táo khi bước vào công tác lãnh đạo ở thế chiến thứ hai. Và nhiệm vụ đã khiến ông có cơ hội tham gia xây dựng và quản lý hàng nghìn binh sĩ, tham gia soạn thảo và giám sát kế hoạch huấn luyện; những kinh nghiệm tích lũy được trong thời gian này rất có lợi cho sự nghiệp của ông về sau.
Lại nói về những công tác của ông trong thời kỳ này: do tài tổ chức và khả năng nhận biết, tận dụng nhân tài cùng với thái độ quan tâm chăm sóc đối với các thuộc cấp, Eisenhower đã chiếm được cảm tình của các sĩ quan cấp trên lẫn cấp dưới. Một thời gian ngắn sau, ông được điều đi tổ chức đơn vị tăng thiết giáp đầu tiên của Hoa Kỳ. Đó là một công việc hoàn toàn mới mẻ trong tình hình ở Mỹ chưa có một chiếc xe tăng nào cũng như chưa có tài liệu hướng dẫn nào về huấn luyện binh sĩ xe tăng; tuy nhiên Eisenhower vẫn hoàn thành tốt đẹp nhiệm vụ của mình. Vì vậy năm 1918 ông được thăng lên trung tá và nhận được một tấm huân chương. Ông được đánh giá là người khắc khổ, chịu khó, có khả năng dự kiến, tổ chức và huấn luyện sĩ quan. Đơn vị của ông cũng được khen tặng là một trong những đơn vị ưu tú nhất nước Mỹ.

### Sau Chiến tranh thế giới thứ nhất

#### Thời gian khó khăn
Trong suốt chiến tranh, ông đào tạo các binh sĩ xe tăng tại Pennsylvania và chưa từng tham gia chiến đấu. Sau chiến tranh, Hoa Kỳ nhanh chóng cắt giảm binh bị và quân hàm tạm thời trong thời chiến của Eisenhower trong Lục quân Quốc gia bị quay trở về cấp bậc thường trực là đại úy trong Lục quân chính quy (vài ngày sau đó được thăng lên thiếu tá) trước khi nhận nhiệm vụ tại Trại Meade, tiểu bang Maryland, nơi ông ở đó cho đến năm 1922. Mặc dù là một quan chức thấp kém vào lúc này nhưng Eisenhower vẫn kiên trì bắt rễ vững chắc trong quân đội. Trong thời gian này ông cũng tích cực nghiên cứu các sách vở, tài liệu quân sự nói về lực lượng tăng thiết giáp. Sở thích của ông về chiến tranh xe tăng được củng cố trong những lần tiếp xúc nói chuyện với George S. Patton và các vị chỉ huy xe tăng cao cấp khác; tuy nhiên ý tưởng của họ về chiến tranh xe tăng không được các cấp chỉ huy cao cấp hơn khuyến khích. Với con mắt nhìn xa trông rộng, ông đã đoán biết được xe tăng và máy bay sẽ là hai lực lượng quan trọng bậc nhất trong chiến tranh sau này. Chính vì vậy ông chủ trương vứt bỏ những loại xe tăng chậm chạm yếu kém, thay vào đó là các loại tăng mạnh, nhanh, hỏa lực tốt.
Tuy nhiên tư tưởng đúng đắn của Eisenhower đã bị viên tư lệnh bộ binh Hoa Kỳ lúc bấy giờ chỉ trích dữ dội, vì ông ta cho rằng thiết giáp là một vật tùy thuộc của bộ binh và không thể tùy tiện thay đổi. Một điều không may khác xảy ra với Eisenhower là người con trai đầu của ông, Doug Dwight bị bệnh sốt phát ban cướp đi sinh mạng vào năm 1921. Hai việc không may này khiến cho Eisenhower cảm thấy hết sức chán nản.

#### Làm việc dưới trướng Conner
Tuy nhiên vận rủi của Eisenhower không kéo dài lâu. Eisenhower trở thành sĩ quan hành chính cho tướng Fox Conner tại vùng kênh đào Panama nơi ông phục vụ đến năm 1924. Fox Conner là vị tướng có học thức vào hàng bậc nhất trong quân đội Hoa Kỳ và cũng là một trong những người mà Eishenhower cảm kích nhất. Chính Conner đã phát hiện ra tài năng của Eisenhower và dốc tâm bồi dưỡng cho ông. Conner cho rằng một cuộc chiến tranh lớn trong tương lai là điều không tránh khỏi, vì vậy ông cho rằng Eisenhower nên chuyên tâm tìm đọc thật nhiều sách vở quân sự. Đồng thời Conner khuyên Eisenhower nên tìm cách chen chân vào hàng ngũ nhân viên dưới quyền của George Catlett Marshall, lúc này đang là đại tá, vì ông thấy Marshall là người có đảm lược siêu việt. Những lời khuyên của Conner đã giúp ích rất nhiều cho Eisenhower sau này. Dưới sự giám hộ của Conner, ông học lịch sử và học thuyết quân sự (gồm có cuốn sách Vom Kriege của Karl von Clausewitz). Sau này tư tưởng quân sự của ông mang nặng ảnh hưởng của Conner. Năm 1925 – 1926, ông học Đại học Tư lệnh và Tham mưu ở Đồn Leavenworth, Kansas, và rồi phục vụ trong vai trò tư lệnh một tiểu đoàn ở Đồn Benning, tiểu bang Georgia cho đến năm 1927.

#### Làm việc dưới trướng Douglas MacAthur
Trong suốt cuối thập niên 1920 và đầu thập niên 1930, binh nghiệp của Eisenhower trong Lục quân thời bình dậm chân tại chỗ; nhiều bạn đồng đội của ông phải giải ngũ để tìm việc có lương cao hơn. Ông được thuyên chuyển đến Ủy ban Tượng đài Chiến tranh Mỹ do tướng John J. Pershing điều hành, rồi học Đại học Chiến tranh Lục quân, sau đó phục vụ trong vai trò sĩ quan hành chính cho tướng George V. Mosely, vị trợ tá của Bộ Chiến tranh Hoa Kỳ từ năm 1929 đến 1933. Năm 1930, Eisenhower khởi thảo một kế hoạch động viên cho thời chiến, kế hoạch này được Tham mưu trưởng Lục quân Hoa Kỳ Douglas MacArthur đánh giá rất cao. Chính vì vậy năm 1932, MacArthur - lúc này là Tham mưu trưởng lục quân Mỹ - đã bổ nhiệm Eisenhower làm trợ tá trưởng quân sự cho mình. Eisenhower đã làm việc dưới trướng của MacArthur suốt 7 năm. Trong thời gian này, MacArthur nổi tiếng là một kẻ ngạo mạn và bướng bỉnh, nhưng Eisenhower xem thủ trưởng của mình như một "ông thánh" quả đoán, học cao hiểu rộng. Chính lập trường cứng rắn và tính kiên định của MacArthur đã ảnh hưởng sâu sắc đến Eisenhower. Eisenhower cũng học được nhiều kinh nghiệm đáng quý về quản lý hành chính cùng với nhiều bài học về cách làm việc quá khích của thượng cấp mình. Về phía MacArthur, ông rất quan tâm và trân trọng một sĩ quan tài năng như Eisenhower. Trong một báo cáo giám định MacArthur đã nhận xét Eisenhower là sĩ quan tốt nhất trong quân đội và sẽ là quân nhân có địa vị lãnh đạo trong cuộc chiến tranh tương lai.
Chính vì trân trọng tài năng của Eisenhower, MacArthur đã nằng nặc kéo Eisenhower đi theo mình khi ông nhận lệnh bay sang Phillipines tổ chức lại quân đội vào năm 1936. Người ta cho rằng chính nhờ sự điều động này đã mang lại cho ông sự chuẩn bị quý giá để giao tiếp với những cá nhân có cá tính đầy thử thách như Winston Churchill, George S. Patton và Bernard Law Montgomery trong suốt Chiến tranh thế giới thứ hai. Eisenhower được thăng cấp thường trực lên trung tá vào năm 1936 sau 16 năm với cấp bậc thiếu tá. Ông cũng học bay mặc dù ông chưa bao giờ được xếp loại là một phi công quân sự. Ông thực hiện một chuyến bay một mình trên Philippines năm 1937. Tuy nhiên, bản thân Eisenhower lại cho rằng trong thời gian tại Phillipines ông chỉ được học lái máy bay, được thăng lên trung tá và có thêm một ít kinh nghiệm về việc tiết giảm dự chi của quốc gia. Thêm vào đó, trong thời gian này mối quan hệ giữa Eisenhower và thủ trưởng MacArthur bắt đầu chuyển biến xấu đi. Chính vì thế, vào tháng 9 năm 1939, đúng lúc Chiến tranh thế giới thứ hai bùng nổ, Eisenhower rời Phillipines trở về nước Mỹ.
Sau khi về nước, Dwight D. Eisenhower giữ nhiều chức vụ tham mưu tại Washington, D.C., California và Texas. Ông được bổ nhiệm trung đoàn phó trung đoàn 15 thuộc sư đoàn 3. Sau đó ông trở thành tham mưu trưởng của sư đoàn 3 đóng tại Lewisburg. Tháng 3 năm 1941 Eisenhower được thăng lên đại tá. Tháng 6 năm đó ông được bổ nhiệm là tham mưu trưởng tập đoàn quân số 3 do mọi người tán thưởng tầm nhìn xa, tư tưởng tiến bộ và sự túc trí đa mưu của ông. Trong chức vụ mới này ông đã lãnh đạo thành công một cuộc diễn tập lớn của quân đoàn số 2 và số 3 tại Louisiana. Thành tích này đã khiến ông được phong chuẩn tướng và lọt vào mắt xanh của đại tướng bốn sao George Marshall, lúc này đang là Tham mưu trưởng Lục quân Hoa Kỳ. Ông được thăng cấp chuẩn tướng ngày 3 tháng 10 năm 1941. Tuy khả năng hành chính của ông nổi bật nhưng trong đêm trước ngày Hoa Kỳ tham dự vào Chiến tranh thế giới thứ hai ông vẫn chưa từng giữ một bộ tư lệnh tác chiến nào trên cấp tiểu đoàn huống chi việc được xem là một vị tư lệnh tiềm năng của các cuộc hành quân lớn.

## Chiến tranh thế giới thứ hai

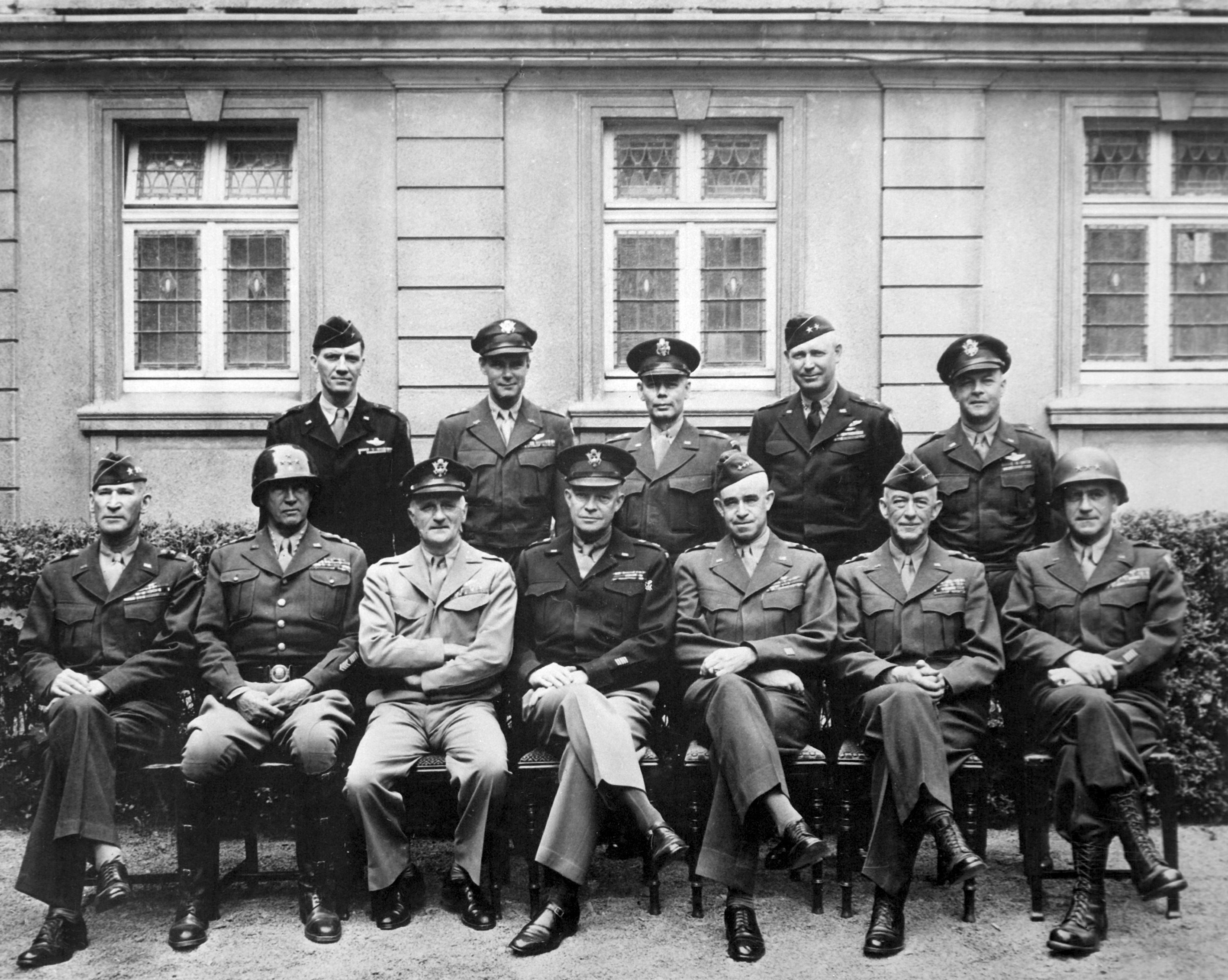
Eisenhower (ngồi giữa) với các sĩ quan Lục quân Hoa Kỳ năm 1945. Từ trái sang phải, hàng đầu gồm có Simpson, Patton, Spaatz, Eisenhower, Bradley, Hodges, và Gerow.

Sau khi Nhật Bản tấn công Trân Châu Cảng, Eisenhower được phái đến làm việc ở bộ tổng tham mưu tại Washington nơi ông phục vụ cho đến tháng 6 năm 1942 với trách nhiệm lập kế hoạch tác chiến chính để đánh bại Đức và Nhật Bản. Ông được bổ nhiệm phó tư lệnh đặc trách phòng thủ Thái Bình Dương dưới quyền của tư lệnh Bộ tham mưu Hoạch định Tác chiến (war plans division) là tướng Leonard T. Gerow, và sau đó thay thế Gerow làm tư lệnh Bộ tham mưu Hoạch định Tác chiến. Sau đó ông được bổ nhiệm là trợ tá tham mưu trưởng đặc trách Bộ tham mưu Hành quân dưới quyền của Tham mưu trưởng George C. Marshall là người tìm kiếm tài năng và thăng chức đúng cách.
Năm 1942, Eisenhower được bổ nhiệm tướng tư lệnh Mặt trận Hành quân châu Âu (European Theater of Operations) và đóng quân tại Luân Đôn. Tháng 11, ông cũng được Tổng hành dinh Lực lượng Đồng minh mới bổ nhiệm làm tư lệnh tối cao Lực lượng Viễn chinh Đồng minh cho Mặt trận Hành quân Bắc Phi. Từ "viễn chinh" bị loại bỏ ngay sau khi ông được bổ nhiệm vì các lý do an ninh. Tháng 2 năm 1943, quyền tư lệnh của ông được nới rộng là tư lệnh Tổng hành dinh Lực lượng Đồng minh băng ngang qua vùng lòng chảo Địa Trung Hải bao gồm cả Lục quân 8 của Anh do tướng Bernard Law Montgomery chỉ huy. Lục quân 8 của Hoa Kỳ tiến qua sa mạc phía tây từ phía đông và sẵn sàng mở Chiến dịch Tunisia. Eisenhower lấy được ngôi sao thứ tư của mình (tức là được thăng cấp đại tướng) và bỏ quyền làm tư lệnh Mặt trận Hành quân châu Âu để làm tư lệnh Mặt trận hành quân Bắc Phi. Sau khi các lực lượng phe Trục bị đánh bại tại Bắc Phi, Eisenhower giám sát chiến dịch xâm chiếm Sicilia và đất liền Ý.

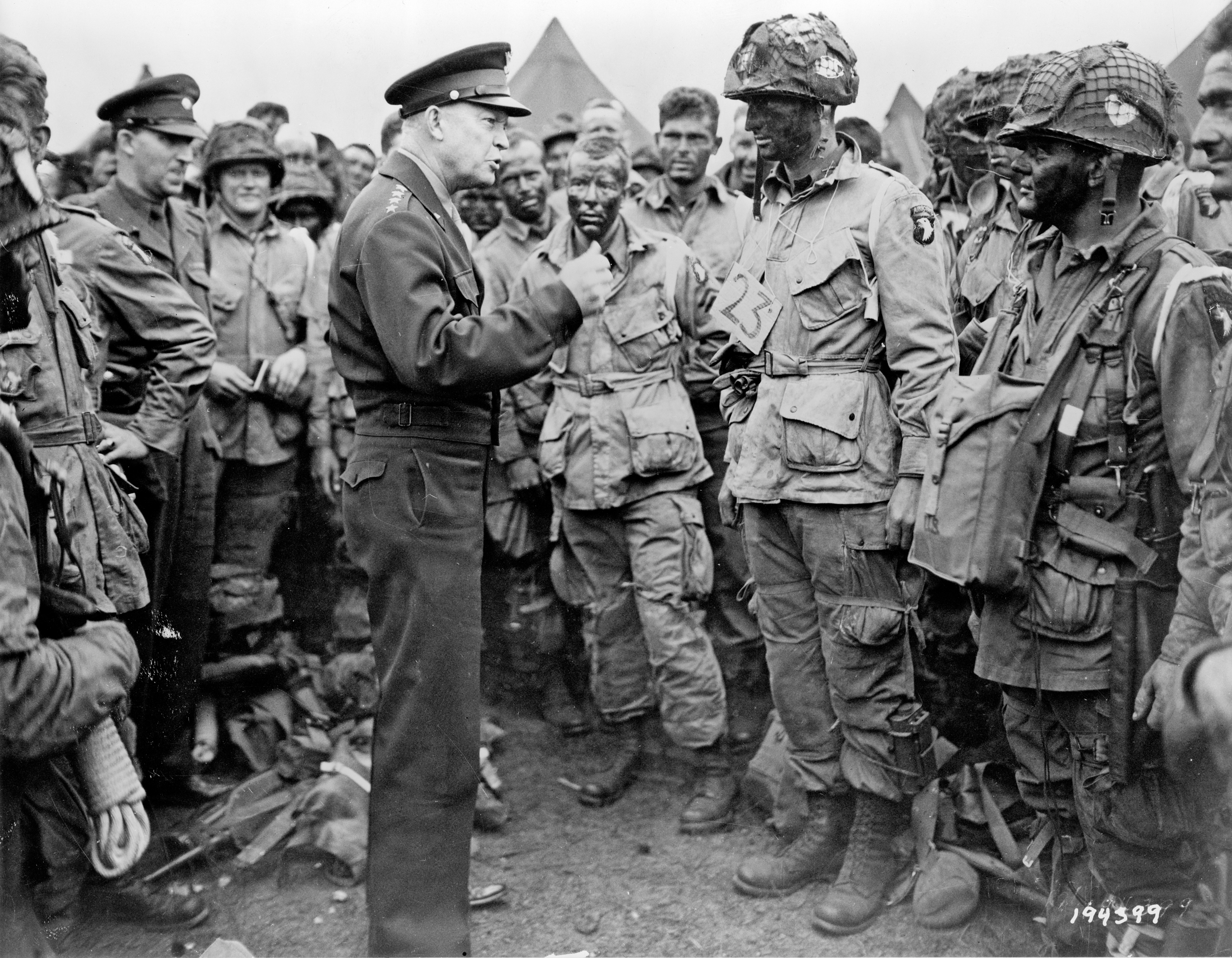
Eisenhower nói chuyện với các binh sĩ Trung đoàn Bộ binh Nhảy dù số 502 thuộc Sư đoàn Không vận 101 vào chiều ngày 5 tháng 6 năm 1944.

Tháng 12 năm 1943, Tổng thống Roosevelt quyết định rằng Eisenhower - chứ không phải Marshall - sẽ là Tư lệnh Tối cao Đồng minh châu Âu. Tháng 1 năm 1944, ông nhận lại chức tư lệnh Mặt trận Hành quân châu Âu và tháng tiếp theo ông được chính thức giao trọng trách làm Tư lệnh Tối cao Đồng minh của Lực lượng Viễn chinh Đồng minh, phục vụ một lúc hai chức vụ cho đến khi kết thúc các cuộc kình địch tại châu Âu vào tháng 5 năm 1945. Với hai chức vụ này, ông đảm trách việc lập kế hoạch và tiến hành cuộc tiến công đổ bộ trên duyên hải Normandy vào tháng 6 năm 1944 dưới mật danh Chiến dịch Overlord, giải phóng tây Âu và xâm chiếm Đức. Một tháng sau cuộc đổ bộ vào vùng duyên hải Normandie ngày 6 tháng 6 năm 1944, cuộc xâm chiếm miền nam nước Pháp bắt đầu và quyền nắm các lực lượng tham chiến trong cuộc xâm chiếm miền nam được chuyển từ Tổng hành dinh Lực lượng Đồng minh sang Tư lệnh Tối cao Đồng minh của Lực lượng Viễn chinh Đồng minh. Từ đó cho đến khi kết thúc chiến tranh tại châu Âu ngày 8 tháng 5 năm 1945, Eisenhower với tư cách là Tư lệnh Tối cao Đồng minh của Lực lượng Viễn chinh Đồng minh đã nắm trong tay bộ tư lệnh tối cao gồm tất cả các lực lượng tác chiến của đồng minh, và với tư cách tư lệnh Mặt trận Hành quân châu Âu (tên gọi riêng cho lực lượng Hoa Kỳ tại Mặt trận phía Tây), ông nắm quyền điều hành tất cả các lực lượng Mỹ trên Mặt trận phía Tây, nằm về phía bắc dãy Alps.
Ngày 20 tháng 12 năm 1944, để công nhận chức vụ cao cấp của ông trong Bộ tư lệnh Đồng minh, ông được thăng chức thống tướng, tương đương với cấp bậc thống chế của phần lớn lục quân châu Âu. Trong chức vụ này và các chức vụ tư lệnh cao trước đây, Eisenhower đã chứng tỏ được tài năng lãnh đạo và ngoại giao rất lớn của mình. Mặc dù ông chưa từng ra chiến trường nhưng ông đã nhận được sự nể trọng của các vị tư lệnh ở tiền tuyến. Ông giao tiếp khéo léo với những thuộc cấp khó khăn như George S. Patton, và các đồng minh như Winston Churchill, Thống chế Bernard Montgomery và Đại tướng Charles de Gaulle. Ông có bất đồng cơ bản với Churchill và Montgomery về các vấn đề chiến lược nhưng những vấn đề này hiếm khi làm phương hại đến mối quan hệ của ông với họ. Ông đã thương thảo với Nguyên soái Zhukov của Liên Xô, và vì thế chiếm được sự tin tưởng mà Tổng thống Franklin D. Roosevelt đã đặt vào ông.
Chiến dịch Overlord chưa bao giờ được nghĩ chắc chắn là sẽ thành công. Sự nghiêm trọng xoay quanh toàn bộ quyết định trong đó có thời điểm và vị trí của cuộc đổ bộ trên Normandy có lẽ đã được tóm tắt trong một bài diễn văn thứ hai ngắn hơn mà Eisenhower đã viết sẵn trong trường hợp ông cần đến nó. Sau cuộc đổ bộ thành công trong ngày D-Day và đài BBC phát thanh bài diễn văn ngắn của Eisenhower có liên quan đến cuộc đổ bộ thì một bài diễn văn thứ hai không bao giờ được dùng đến đã được một trợ tá tìm thấy trong một túi áo. Nó được viết như sau:

## Kết cuộc Chiến tranh thế giới thứ hai

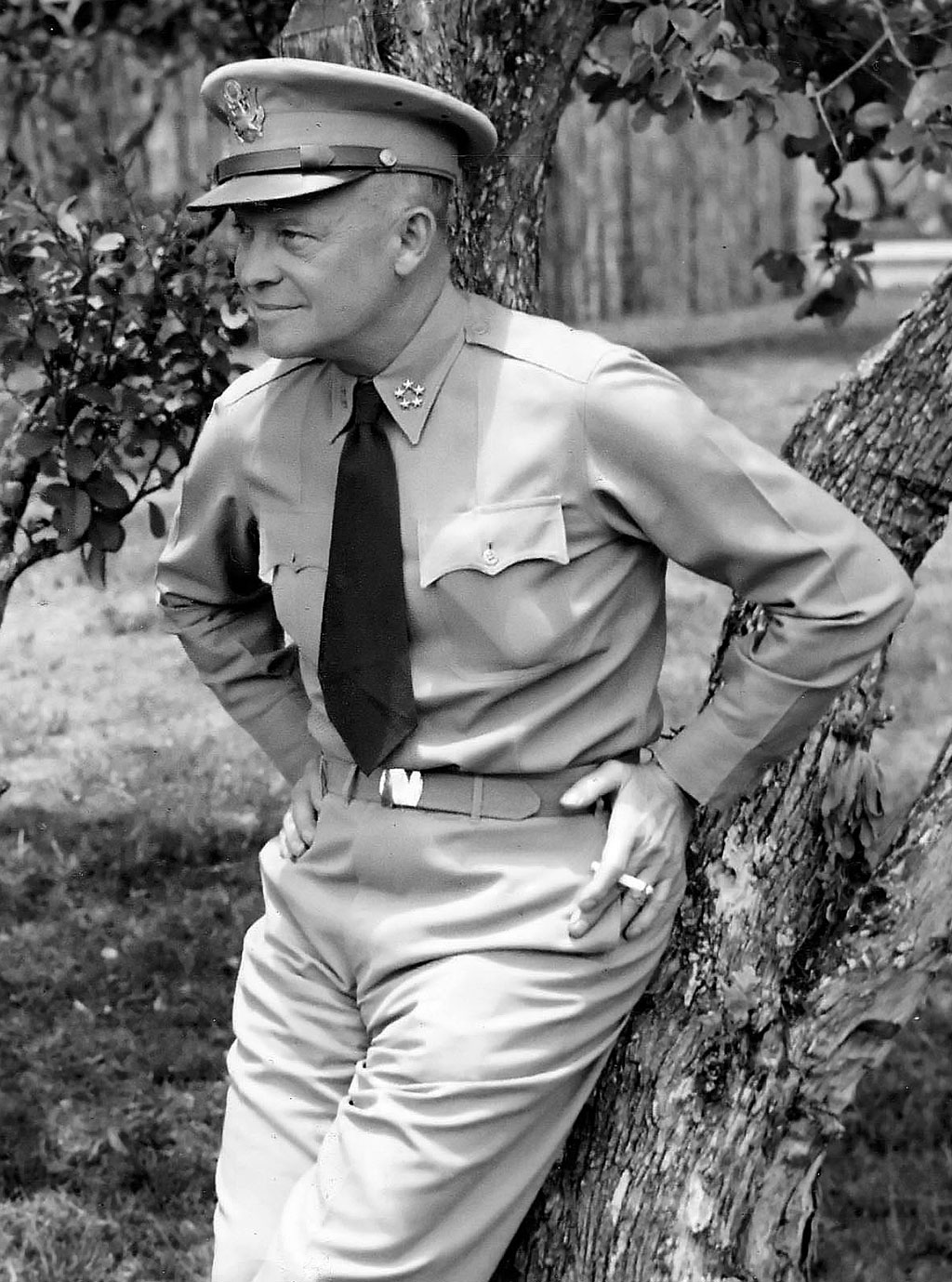
Eisenhower với cấp bậc thống tướng lục quân.

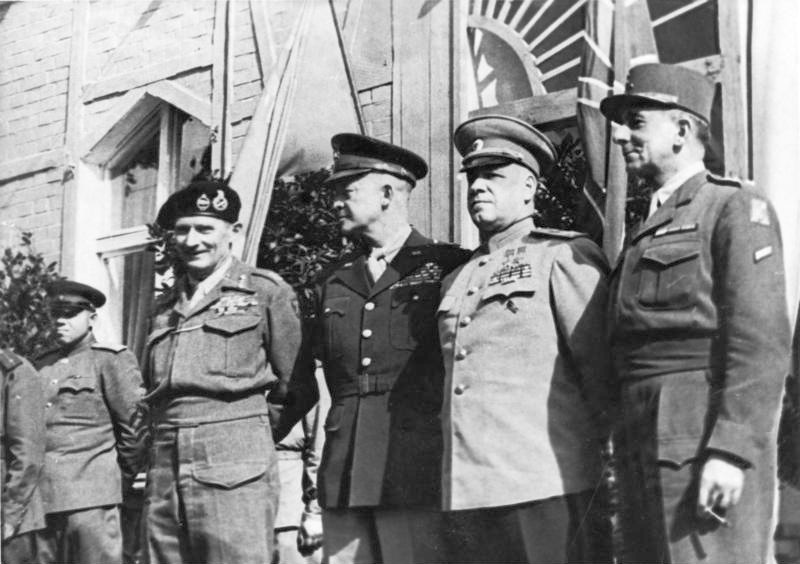
Tư lệnh Tối cao, 5 tháng 6 năm 1945 tại Berlin: Bernard Montgomery, Dwight D. Eisenhower, Georgy Zhukov và Jean de Lattre de Tassigny.

### Chiếm đóng nước Đức
Sau khi Đức đầu hàng vô điều kiện ngày 8 tháng 5 năm 1945, Eisenhower được bổ nhiệm là thống đốc quân sự vùng chiếm đóng của Hoa Kỳ tại Đức với căn cứ đặt tại Frankfurt am Main. Ông không có trách nhiệm đối với ba vùng chiếm đóng khác do Pháp, Anh và Liên Xô kiểm soát. Sau khi phát hiện các trại tử thần của phát xít Đức, ông ra lệnh cho đội quay phim ghi hình để thu thập bằng chứng diệt chủng để sử dụng trong các phiên tòa truy tố các tội phạm chiến tranh. Ông quyết định tái xếp loại tù binh chiến tranh Đức đang bị Hoa Kỳ giam giữ thành "các lực lượng địch bị giải giới". Vì sự tàn phá của nước Đức sau chiến tranh, ông phải đối phó với sự khan hiếm lương thực trầm trọng và một dòng người tỵ nạn khổng lồ bằng việc phân phát đồ tiếp liệu y tế và thực phẩm của Mỹ. Hành động của ông phản ánh thái độ thay đổi của người Mỹ từ thái độ xem nhân dân Đức là những kẻ côn đồ thành những nạn nhân của chủ nghĩa phát xít trong lúc đó ra tay rất mạnh bạo để thanh trừng những người cựu phát xít. Tháng 11 năm 1945, Eisenhower chấp thuận phân phát 1000 bản miễn phí sách của Henry Morgenthau, Jr. có tựa đề Germany is Our Problem (Nước Đức là vấn đề của chúng ta) để cổ vũ và mô tả chi tiết cho Kế hoạch Morgenthau đến các giới chức quân sự Mỹ tại nước Đức bị chiếm đóng. Stephen Ambrose rút ra kết luận rằng mặc dù sau này Eisenhower tuyên bố rằng hành động này không phải là một sự tán thành kế hoạch Morgenthau nhưng việc Eisenhower chấp thuận kế hoạch và trước đó đã cho Morgenthau ít nhất một số ý tưởng của mình về cách nên xử sự thế nào với nước Đức. Theo Vladimir Petrov, Eisenhower cũng nhập các giới chức ngân khố của Morgenthau vào trong lục quân chiếm đóng. Những giới chức này thường được gọi là "Morgenthau boys" (các bé trai của Morgenthau) vì sự nhiệt thành của họ trong việc diễn giải chỉ thị chiếm đóng JCS 1067 nghiêm ngặt như có thể. Lệnh này bị bãi bỏ vào tháng 7 năm 1947. Phó tướng và sau đó thay thế Eisenhower tại Đức là tướng Lucius D. Clay nhận xét: "Không nghi ngờ rằng chỉ thị JCS 1067 đã dự tính cho "nền hòa bình Carthaginia" (có nghĩa dàn xếp hòa bình một cách vội vã và nhằm thuyết phục những người yếu thế của phe thất trận) mà đã chiếm hết các hoạt động của chúng tôi tại Đức trong suốt những tháng đầu chiếm đóng." Các lực lượng chiếm đóng của Hoa Kỳ và gia đình của họ được lệnh nghiêm ngặc là không được chia sẻ lương thực của họ với dân chúng Đức, lương thực còn dư "phải bị hủy bỏ hoặc là làm sao để khỏi ăn được". Những nỗ lực của các cơ quan cứu trợ nhằm gửi lương thực đến Đức đều bị từ chối theo "đạo luật trao đổi với kẻ thù" nhưng vào tháng 1 năm 1946, sau khi được phép của Tổng thống Truman, Eisenhower cho phép hội hồng thập tự Thụy Điển gửi thực phẩm đến trẻ em Đức.

### Tham mưu trưởng
Tháng 11 năm 1945, Eisenhower trở về Washington để thay tướng Marshall làm Tham mưu trưởng Lục quân Hoa Kỳ. Vai trò chính của ông là nhanh chóng tháo gỡ lệnh tổng động viên cho hàng triệu binh sĩ, một công việc chậm chạp vì thiếu tàu vận chuyển. Khi căng thẳng giữa Đông và Tây trên vấn đề nước Đức và Hy Lạp leo thang, Eisenhower tin tưởng mãnh liệt vào năm 1946 rằng Liên Xô không muốn chiến tranh và rằng các mối quan hệ thân thiện có thể được duy trì; ông mạnh mẽ ủng hộ Liên Hợp Quốc mới. Tuy nhiên, để thảo ra chính sách có liên quan đến bom nguyên tử cũng như về phía Liên Xô, Tổng thống Truman lắng nghe Bộ Ngoại giao Hoa Kỳ và phớt lờ Eisenhower và toàn bộ Lầu Năm Góc. Giữa năm 1947 Eisenhower quay hướng về chính sách kiềm chế để ngăn chặn sự bành trướng của Liên Xô.

### Đại học Columbia và NATO
Năm 1948, Eisenhower trở thành Chủ tịch Đại học Columbia, một đại học tư tại New York; đấy không phải là một chức vụ hợp với ông. Tháng 12 năm 1950, ông rời chức vụ trường đại học khi trở thành Tư lệnh Tối cao của Tổ chức Hiệp ước Bắc Đại Tây Dương (NATO), và được giao Bộ tư lệnh các lực lượng NATO tại châu Âu. Eisenhower giải ngũ vào ngày 31 tháng 5 năm 1952, và nhận lại chức vụ chủ tịch đại học mà ông tiếp tục giữ cho đến tháng 1 năm 1953.
Năm 1948 cũng là năm hồi ký của ông "Crusade in Europe" (Cuộc Thập tự chinh ở châu Âu) được phát hành. Theo Tự điển Bách khoa Britannica online, tác phẩm này đã mang đến sự thành công lớn về tài chính cho ông.

### Bước vào chính trường
Không lâu sau khi ông trở về năm 1952, một phong trào trong Đảng Cộng hòa Hoa Kỳ có tên là "Draft Eisenhower" (tuyển mộ Eisenhower) đã thuyết phục ông tuyên bố ứng cử trong cuộc bầu cử Tổng thống năm 1952 đối lại với chủ nghĩa không can thiệp của Thượng nghị sĩ Robert Taft (Eisenhower đã từng được cả hai đảng Dân chủ và Cộng hòa ve vãn vào năm 1948 nhưng ông từ chối ra tranh cử vào lúc đó). Eisenhower đánh bại Taft giành quyền đề cử của Đảng Cộng hòa cho cuộc tổng tuyển cử toàn quốc nhưng với một thỏa thuận rằng Thượng nghị sĩ Taft sẽ phải đứng ngoài những vấn đề ngoại vụ trong lúc Eisenhower theo đuổi một chính sách đối nội bảo thủ. Chiến dịch vận động tranh cử của Eisenhower nổi bật với khẩu hiệu đơn giản nhưng hữu hiệu là "I Like Ike" (có nghĩa "tôi thích Ike", Ike biệt danh ngắn gọn của ông) và là một chiến dịch lớn chống các chính sách của Chính phủ Truman liên quan đến "Triều Tiên, chủ nghĩa cộng sản và tham nhũng." Tổng thống Truman, trước đây là 1 người bạn của Eisenhower, sẽ mãi không bao giờ tha thứ cho Eisenhower vì đã không lên tiếng chỉ trích Thượng nghị sĩ Joseph McCarthy trong suốt cuộc vận động tranh cử Tổng thống năm 1952. Truman nói rằng ông trước đây đã từng nghĩ Eisenhower sẽ là một Tổng thống vĩ đại nhưng "ông ấy đã phản bội gần như mọi thứ mà tôi nghĩ ông ấy từng tranh đấu cho."
Trong suốt chiến dịch vận động tranh cử, Eisenhower hứa tự mình đi Triều Tiên và kết thúc chiến tranh tại đó. Ông cũng hứa duy trì một sự ràng buộc mạnh mẽ của NATO chống lại chủ nghĩa cộng sản và một bộ máy hành chính cần kiệm không tham nhũng tại quốc nội. Ông và người phó đứng chung liên danh tranh cử là Richard Nixon (là người có con gái kết hôn với cháu nội của Eisenhower tên David) đã đánh bại liên danh tranh cử của Đảng Dân chủ Hoa Kỳ là Adlai Stevenson và John Sparkman bằng một chiến thắng lớn lao. Sự kiện này đánh dấu lần đầu tiên Đảng Cộng hòa Hoa Kỳ trở lại nắm Nhà Trắng sau 20 năm, và Eisenhower trở thành vị Tổng thống cuối cùng sinh trong thế kỷ 19. Eisenhower, lúc đó 62 tuổi, là người già nhất được bầu làm Tổng thống kể từ khi James Buchanan được bầu năm 1856. Eisenhower là vị tướng duy nhất phục vụ trong chức vụ Tổng thống Hoa Kỳ trong thế kỷ 20, và là Tổng thống gần đây nhất chưa từng giữ một chức vụ dân cử trước khi làm Tổng thống. Các Tổng thống khác của Hoa Kỳ chưa từng ra tranh cử một chức vụ dân cử nào trước khi làm Tổng thống là Zachary Taylor, Ulysses S. Grant, William Howard Taft, và Herbert Hoover.

## Vai trò Tổng thống 1953–1961

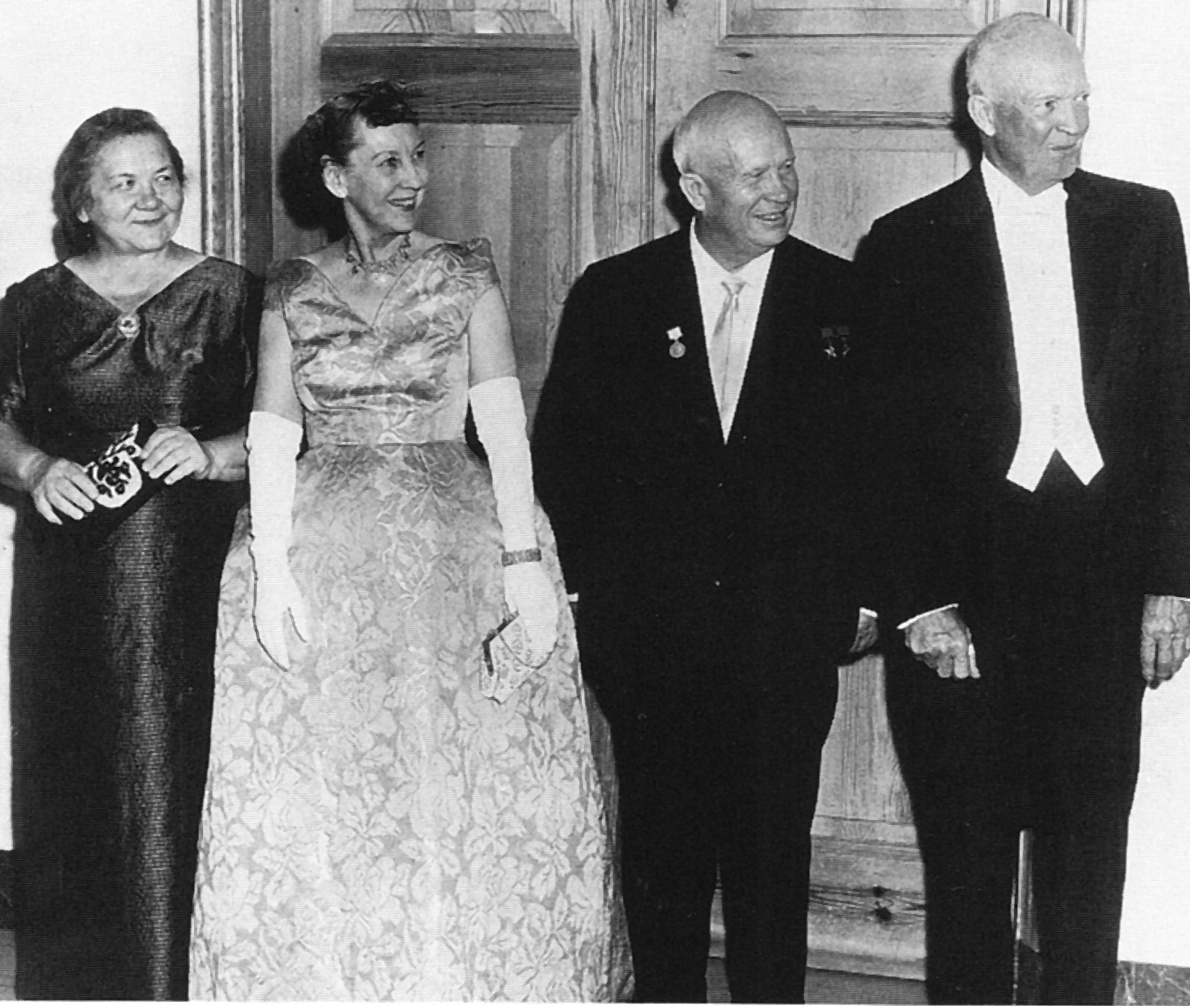
Từ trái sang phải: Nina Kukharchuk, Mamie Eisenhower, Nikita Khrushchev và Dwight Eisenhower trong một buổi tiệc tối quốc gia năm 1959

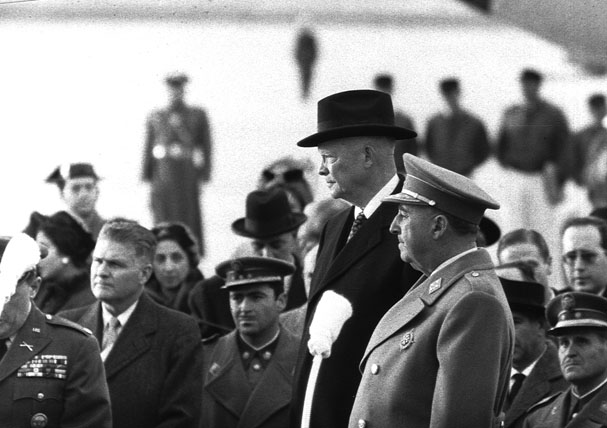
Francisco Franco và Tổng thống Dwight D. Eisenhower tại Madrid năm 1959

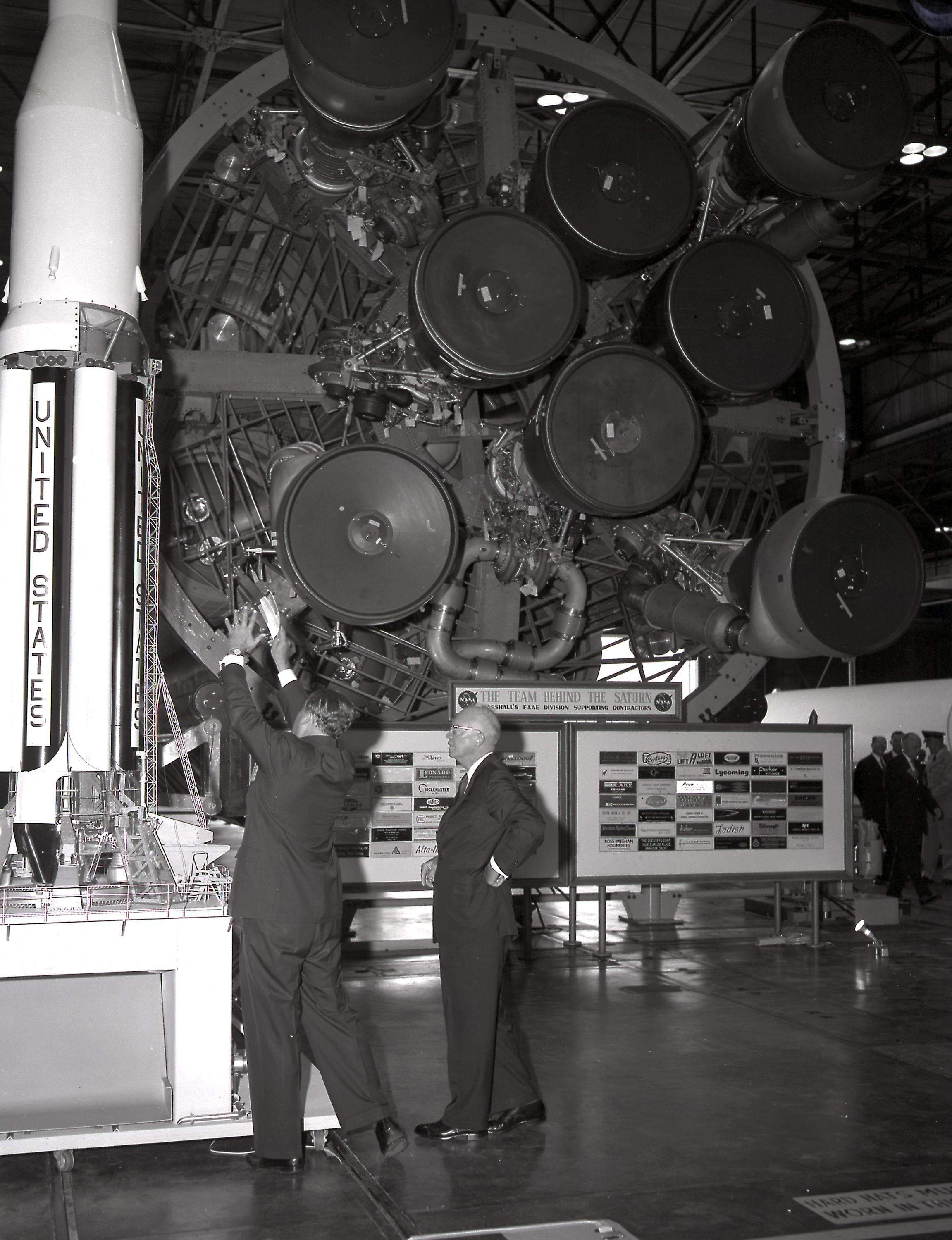
Wernher von Braun trình bày tóm tắt cho Tổng thống Eisenhower trước một giàn tên lửa vũ trụ Saturn I tại buổi lễ khánh thành Trung tâm Phi hành Không gian Marshall ngày 8 tháng 9 năm 1960.

Suốt thời làm Tổng thống, Eisenhower luôn rao giảng một học thuyết về chủ nghĩa bảo thủ năng động. Ông tiếp tục tất cả các chương trình New Deal chính còn dở dang, đặc biệt là chương trình An sinh Xã hội. Ông mở những chương trình của nó và đưa chúng vào một cơ quan mới cấp nội các, đó là Bộ Y tế, Giáo dục và Phúc lợi Hoa Kỳ trong khi đó nới rộng phúc lợi cho thêm 10 triệu công nhân. Nội các của ông gồm có một số giới chức hành chính công ty và một lãnh đạo công đoàn được một nhà báo đặt cho biệt danh là "8 triệu phú và một thợ ống nước."
Eisenhower tái trúng cử Tổng thống nhiệm kỳ hai năm 1956, giành 457 trong số 531 phiếu đại cử tri đoàn và 57,6% phiếu phổ thông.

### Hệ thống Xa lộ Liên tiểu bang
Một trong những thành tựu dài hạn của Eisenhower là tiên phong cổ vũ và ký đạo luật ra lệnh xây dựng Hệ thống Xa lộ Liên tiểu bang năm 1956. Ông biện minh kế hoạch này là thiết yếu đến an ninh của Hoa Kỳ trong thời Chiến tranh lạnh. Lúc đó người ta tin rằng các thành phố lớn của Hoa Kỳ có thể sẽ là các mục tiêu trong một cuộc chiến tranh có thể xảy ra trong tương lai, và vì vậy hệ thống xa lộ này được thiết kế để di tản họ và giúp quân đội tới được các thành phố.
Mục đích Eisenhower xây các xa lộ cải tiến này bị ảnh hưởng bởi những năm tháng ông phục vụ trong binh đoàn vận tải cơ giới liên lục địa của Lục quân Hoa Kỳ vào năm 1919. Lúc đó ông được điều động làm quan sát viên cho nhiệm vụ mà gồm có việc phái một đoàn xe của Lục quân Hoa Kỳ đi từ duyên hải bên này sang duyên hải phía bên kia nước Mỹ. Kinh nghiệm sau đó của ông về hệ thống xa lộ autobahn của Đức trong thời Chiến tranh thế giới thứ hai cũng đã thuyết phục ông về lợi ích của một hệ thống xa lộ liên tiểu bang. Nhận thấy khả năng cải thiện trong việc di chuyển đồ tiếp liệu xuyên suốt đất nước, ông nghĩ rằng một Hệ thống Xa lộ Liên tiểu bang tại Hoa Kỳ không chỉ có lợi cho các hoạt động quân sự mà còn là những nền tảng xây dựng cần cho sự phát triển kinh tế đất nước.

### Trung Đông
Ngay sau khi nhậm chức, chính phủ Eisenhower chấp thuận cho phép Cục tình báo trung ương Mỹ lật đổ chính phủ dân cử của Thủ tướng Mohammad Mosaddegh ở Iran. Cuộc đảo chính này được thực hiện xong vào ngày 19 tháng 8 năm 1953. Ngày 15 tháng 12 năm 1954, Eisenhower ký một bản ghi nhớ trao tặng Huân chương An ninh Quốc gia cho nhân viên CIA là Kermit Roosevelt, đây là huân chương cao nhất của Hoa Kỳ dành cho các nhân viên hoạt động trong lĩnh vực an ninh vì vai trò của ông trong cuộc đảo chính, và đến ngày 24 tháng 3 năm 1955, Eisenhower trao cho Kermit Roosevelt, cháu nội của cố Tổng thống Theodore Roosevelt huân chương vừa nói trên trong một buổi lễ đặc biệt tại Nhà Trắng với sự hiện diện của cả hai anh em nhà Dulles (Allen Dulles là giám đốc CIA và John Foster Dulles là Bộ trưởng Ngoại giao Hoa Kỳ vào lúc đó) và Đại sứ Hoa Kỳ tại Iran là Loy Henderson.

### Học thuyết Eisenhower

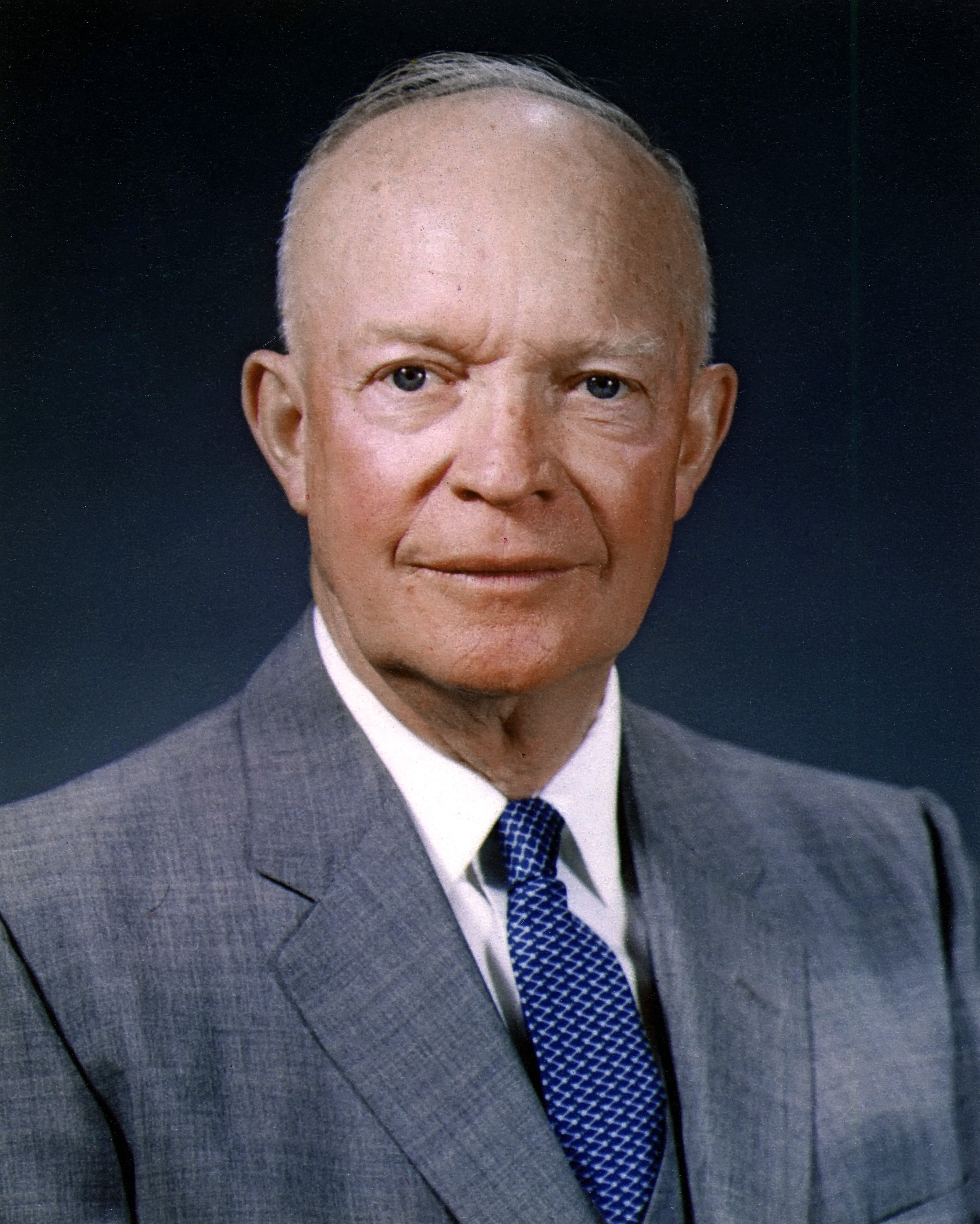
Dwight D. Eisenhower năm 1959

Sau cuộc Khủng hoảng Suez năm 1956, Hoa Kỳ trở thành quốc gia bảo vệ phần lớn những lợi ích của phương Tây tại Trung Đông. Kết quả là, Eisenhower công bố "Học thuyết Eisenhower" vào tháng 1 năm 1957. Để trả đũa Trung Đông, Hoa Kỳ sẽ "chuẩn bị sử dụng lực lượng vũ trang để chống lại sự khiêu khích từ bất cứ quốc gia nào bị chủ nghĩa cộng sản quốc tế kiềm chế." Học thuyết Eisenhower năm 1957 tuyên bố rằng Hoa Kỳ sẽ phân phối viện trợ quân sự và kinh tế và, nếu cần thiết, sẽ sử dụng lực lượng quân sự ngăn chặn sự lan tràn của chủ nghĩa cộng sản tại Trung Đông. Eisenhower thấy khó khăn để thuyết phục các quốc gia Ả Rập hàng đầu hay Israel tán thành mục đích hay sự hữu dụng của học thuyết này. Tuy nhiên, ông đã dùng học thuyết này năm 1957- 1958 bằng cách tung viện trợ kinh tế để củng cố mối quan hệ với Vương quốc Jordan, và bằng cách khuyến khích các quốc gia lân bang của Syria xem xét đến các hoạt động quân sự chống lại Syria. Hơn thế nữa, tháng 7 năm 1958, ông phái khoảng chừng dưới 15.000 thủy quân lục chiến và binh sĩ khác đến Liban như một phần của Chiến dịch Blue Bat, một sứ mệnh gìn giữ hòa bình không tác chiến để củng cố chính phủ thân Tây phương và ngăn chặn một cuộc cách mạng cấp tiến, không cho nó tràn ngập quốc gia Liban. Các binh sĩ này rời khỏi vào tháng 10 năm 1958. Học thuyết này bao gồm một sự ràng buộc lớn của Hoa Kỳ đối với nền an ninh và ổn định của Trung Đông và tỏ dấu hiệu một cấp bậc mới giải quyết vấn đề của Hoa Kỳ nhằm áp đặt ảnh hưởng của mình trong các vấn đề quốc tế. Qua việc công bố học thuyết này, Eisenhower đã làm tăng thêm viễn cảnh rằng Hoa Kỳ sẽ chiến đấu tại Trung Đông và chấp nhận những trách nhiệm trong vùng này mà Hoa Kỳ sẽ duy trì hàng thập niên sắp tới.

### Việt Nam

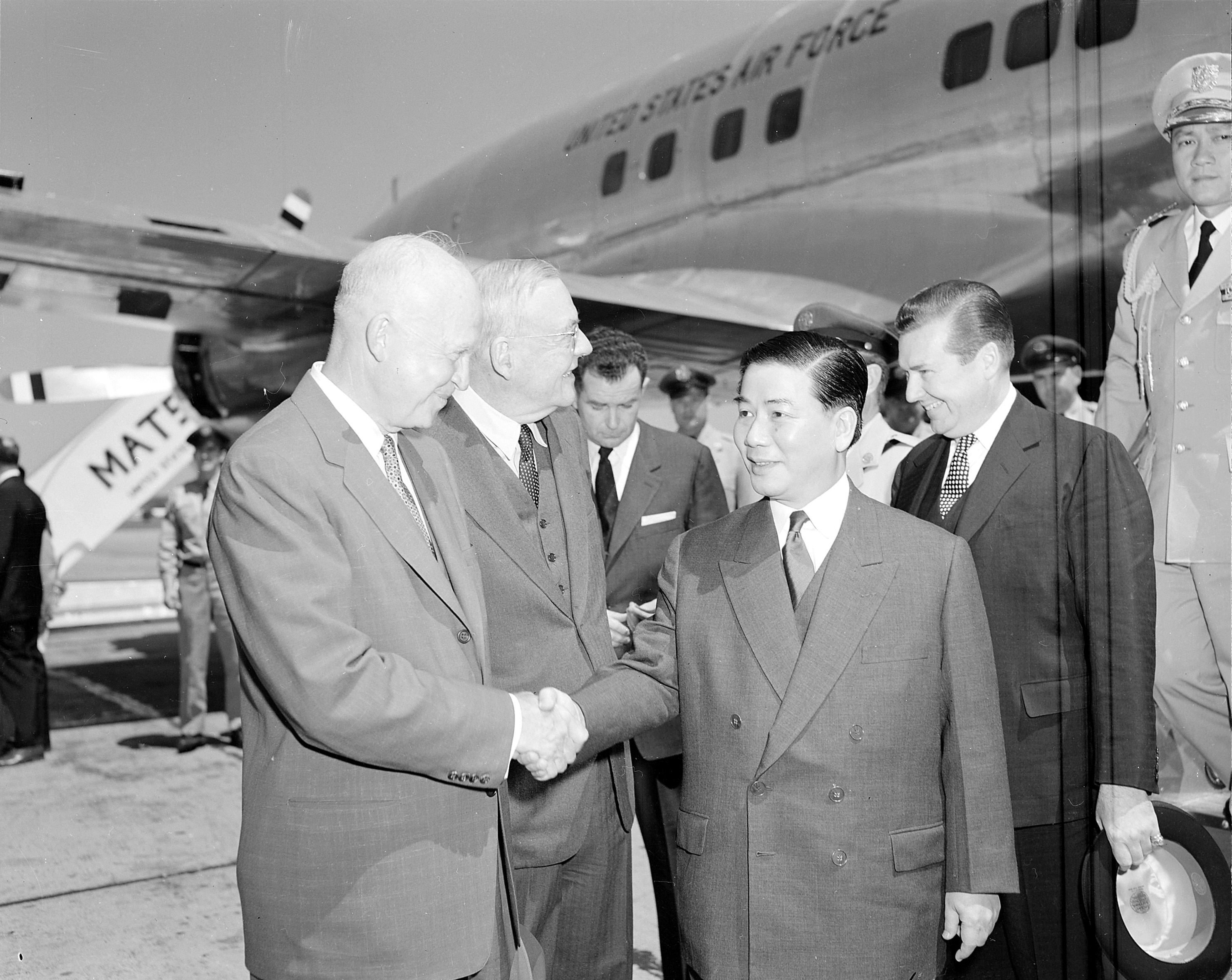
Tổng thống Eisenhower bắt tay với Tổng thống Việt Nam Cộng hoà Ngô Đình Diệm tại Phi trường Washington, vào ngày 8 tháng 5 năm 1957

Người Pháp đã yêu cầu Dwight D. Eisenhower giúp đỡ tại Đông Dương thuộc Pháp để chống lại Việt Nam Dân chủ Cộng hòa được Trung Quốc viện trợ trong cuộc Chiến tranh Đông Dương lần thứ nhất. Năm 1953, Eisenhower phái Trung tướng John W. "Iron Mike" O'Daniel đến Việt Nam để nghiên cứu tình hình và "đánh giá" các lực lượng Pháp ở đó. Tham mưu trưởng Matthew Ridgway đã làm nản lòng Tổng thống bằng việc đệ trình lên ông một bản ước tính chi tiết về một lực lượng quân sự khổng lồ cần phải khai triển cho cuộc chiến. Tuy nhiên sau đó vào năm 1954, Eisenhower đã viện trợ kinh tế và quân sự cho quốc gia Việt Nam Cộng hòa mới được thành lập. Trong những năm theo sau đó, con số các cố vấn quân sự Hoa Kỳ tại Nam Việt Nam gia tăng vì miền Bắc Việt Nam tăng viện cho "các cuộc nổi dậy" ở miền Nam và vì lo sợ rằng Nam Việt Nam sẽ bị sụp đổ.
Khi Chiến tranh lạnh gia tăng, Bộ trưởng Ngoại giao của Eisenhower là John Foster Dulles tìm cách cô lập Liên bang Xô viết bằng cách xây dựng các nhóm đồng minh vùng gồm các quốc gia chống lại Liên Xô. Nỗ lực của ông đôi khi được gọi là "pacto-mania".

### Các vấn đề chủng tộc
Tháng 10 năm 1952, chính phủ Eisenhower tuyên bố kỳ thị chủng tộc là một vấn đề an ninh quốc gia, nghĩa là chủ nghĩa cộng sản khắp thế giới đang sử dụng nạn kỳ thị chủng tộc tại Hoa Kỳ làm một điểm tấn công tuyên truyền của họ. Một ngày sau khi Tối cao Pháp viện Hoa Kỳ ra quyết định của mình trong vụ án Brown đối đầu với Ban Giáo dục thành phố Topeka mà trong vụ án này các trường học tách ly chủng tộc (tách ly nhưng được đối xử công bằng) bị tuyên án là bất hợp hiến, Eisenhower bảo các viên chức Đặc khu Columbia biến thành phố Washington thành một kiểu mẫu cho toàn quốc noi gương bằng cách hội nhập tất cả các trẻ em da trắng và đen ở các trường công lập lại với nhau. Ông trình lên Quốc hội Hoa Kỳ Đạo luật Nhân quyền 1957 và Đạo luật Nhân quyền 1960 và ký các đạo luật này thành luật. Mặc dù cả hai đạo luật này yếu kém hơn so với luật nhân quyền sau này nhưng chúng đã tạo ra những đạo luật nhân quyền nổi bật đầu tiên kể từ khi Đạo luật Nhân quyền 1875 được Tổng thống Ulysses S. Grant ký thành luật.
Sự kiện "Little Rock Nine" năm 1957 (9 học sinh ở thành phố Little Rock) xảy ra khi tiểu bang Arkansas không tuân theo lệnh tòa án liên bang hội nhập và hòa đồng lại tất cả học sinh của tất cả các chủng tộc tại các trường học. Theo lệnh hành pháp 10730, Eisenhower đặt Vệ binh Quốc gia của tiểu bang Arkansas dưới quyền kiểm soát của liên bang và đưa binh sĩ Lục quân Hoa Kỳ đến để hộ tống 9 học sinh da đen vào trường Trung học Little Rock, một trường công lập toàn da trắng. Việc hội nhập hòa đồng chủng tộc được thực hiện nhưng không phải là không có bạo động. Eisenhower và Thống đốc tiểu bang Arkansas Orval Faubus đã lâm vào những trận tranh cãi dữ dội.

### Bổ nhiệm quan chức tư pháp
Eisenhower đã bổ nhiệm các thẩm phán Tối cao Pháp viện Hoa Kỳ sau đây:
- Earl Warren, 1953 (thẩm phán trưởng)
- John Marshall Harlan II, 1954
- William J. Brennan, 1956
- Charles Evans Whittaker, 1957
- Potter Stewart, 1958

Ngoài ra năm thẩm phán Tối cao Pháp viện, Eisenhower đã bổ nhiệm 45 thẩm phán cho các Tòa án Thượng thẩm Hoa Kỳ và 129 thẩm phán cho các toàn án khu vực của Hoa Kỳ.

### Các tiểu bang mới gia nhập liên bang
- Alaska – ngày 3 tháng 1 năm 1959 tiểu bang thứ 49
- Hawaii – ngày 21 tháng 8 năm 1959 tiểu bang thứ 50

### Các vấn đề sức khỏe
Có lẽ Eisenhower là Tổng thống đầu tiên cho phép công bố các vấn đề sức khỏe cá nhân của Tổng thống khi đang tại chức. Tháng 9 năm 1955, trong lúc đi nghỉ ở Colorado, ông bị lên cơn đau tim trầm trọng mà cần phải nằm bệnh viện vài tuần. Ông được bác sĩ giải phẫu tim mạch nổi tiếng quốc gia là Paul Dudley White điều trị và thường xuyên được vị bác sĩ này thông báo tiến triển sức khỏe của ông đến giới báo chí. Vì cơn đau tim này mà cơ thể Eisenhower phát triển chứng phình mạch tâm thất trái mà dần dần là nguồn gốc của lần đột quy tháng 11 năm 1957. Tổng thống cũng bị mắc chứng bệnh viêm ruột cần giải phẫu vào tháng 6 năm 1956. May thay, ba năm cuối cùng trong nhiệm kỳ của mình, sức khỏe của Eisenhower tương đối là tốt. Tuy nhiên, sau này khi rời Nhà Trắng, ông bị thêm một vài lần nhồi máu cơ tim và sau cùng thân thể bị liệt vì chúng.

### Mãn nhiệm Tổng thống

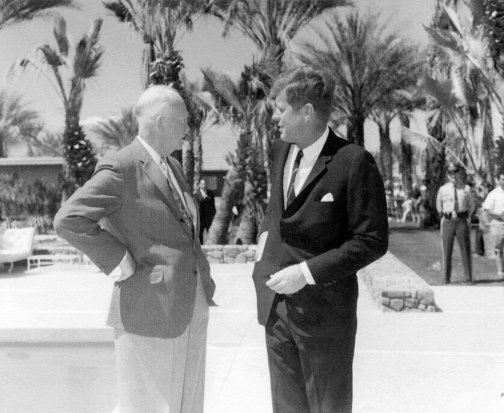
Eisenhower với Tổng thống Kennedy tại khu nghỉ ngơi dành cho Tổng thống năm 1962.

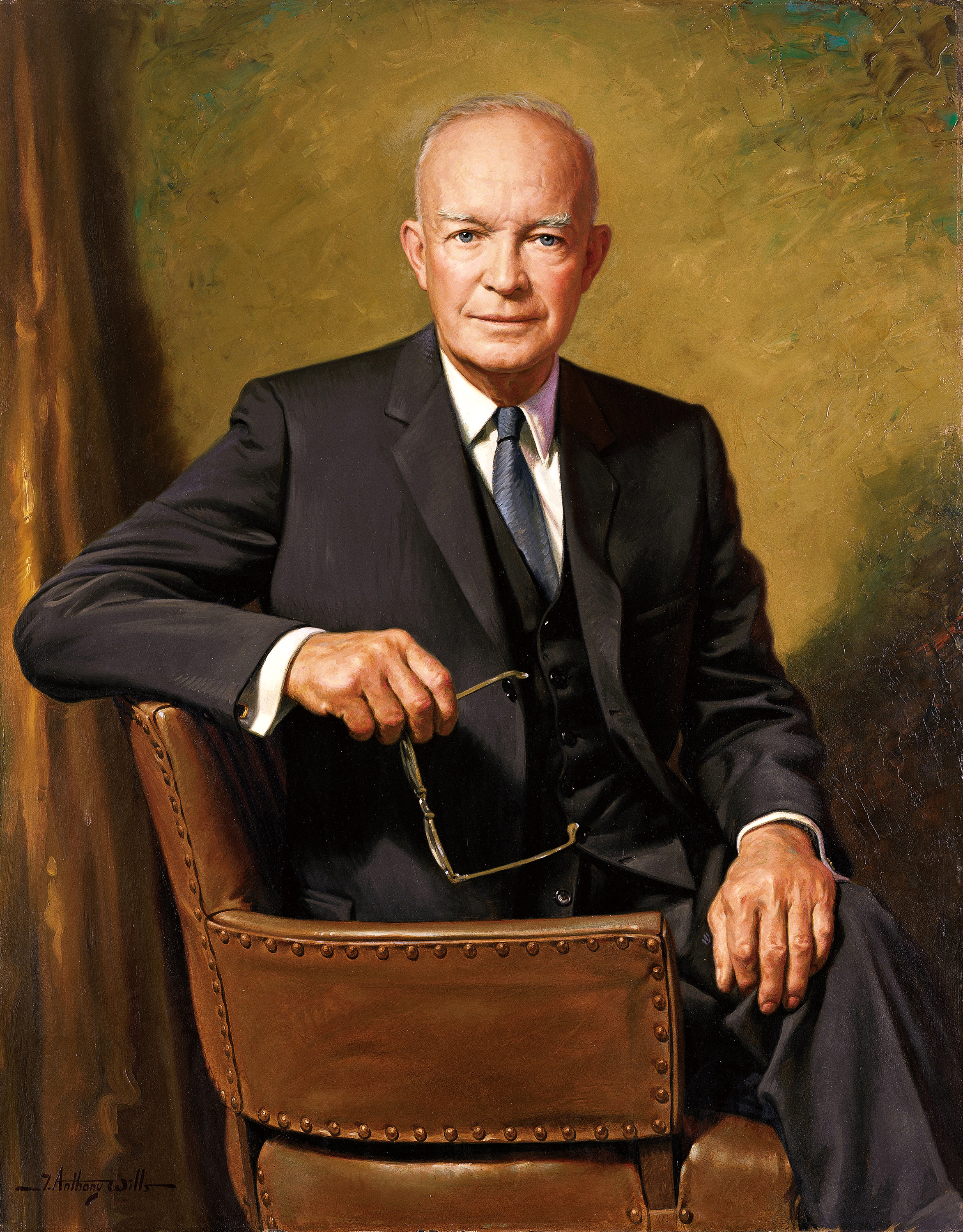
Hình chính thức của Dwight D. Eisenhower tại Nhà Trắng.

Năm 1961, Eisenhower trở thành vị Tổng thống Hoa Kỳ đầu tiên "bị bắt buộc theo hiến pháp" rời khỏi chức Tổng thống khi đã phục vụ tối đa hai nhiệm kỳ mà tu chính án 22, Hiến pháp Hoa Kỳ cho phép. Tu chính án này được thông qua năm 1951 trong nhiệm kỳ của Tổng thống Harry S. Truman nhưng quy định của tu chính án không ảnh hưởng đối với Truman vì nó đặc biệt miễn trừ cho Tổng thống đương nhiệm vào lúc nó được đề nghị bởi Quốc hội Hoa Kỳ.
Eisenhower cũng là Tổng thống mãn nhiệm đầu tiên được bảo vệ theo Đạo luật Cựu Tổng thống; hai cựu Tổng thống Hoa Kỳ còn sống vào lúc đó là Herbert Hoover và Harry S. Truman rời nhiệm sở trước khi đạo luật này được thông qua. Chiếu theo đạo luật này, Eisenhower được hưởng lương hưu bổng suốt đời, có một ban nhân viên do chính phủ cung cấp và được sở mật vụ Hoa Kỳ bảo vệ.
Trong cuộc bầu cử Tổng thống để chọn người kế vị ông, Eisenhower ủng hộ phó Tổng thống của mình là đảng viên Cộng hòa Richard Nixon đối đầu với đảng viên Dân chủ John F. Kennedy. Ông hết mực ủng hộ Nixon và nói với bạn bè rằng: "tôi sẽ làm gần như mọi cách để tránh đưa cái ghế của tôi và quốc gia này cho Kennedy." Tuy nhiên, ông chỉ tham gia vận động cho Nixon trong những ngày cuối cùng của chiến dịch vận động tranh cử và thậm chí ông đã làm một số điều bất lợi cho Nixon. Thí dụ, khi được phóng viên báo chí hỏi vào lúc cuối cuộc họp báo được truyền hình là ông hãy nêu ra một trong các ý tưởng về chính sách của Nixon mà ông đã chấp nhận thì ông cười đùa như sau: "Nếu ông cho phép tôi một tuần thì tôi có lẽ sẽ nghĩ ra một." Chiến dịch vận động tranh cử của Kennedy đã sử dụng câu nói này để chống lại cuộc vận động tranh cử của Nixon. Nixon thua khít khao trước Kennedy. Eisenhower, người già nhất được bầu làm Tổng thống (và là Tổng thống già nhất) trong lịch vào lúc đó, như thế đã trao quyền lực cho Tổng thống đắc cử trẻ nhất.
Ngày 17 tháng 1 năm 1961, Eisenhower đọc bài diễn văn cuối cùng được truyền hình trên toàn quốc từ văn phòng bầu dục. Trong bài diễn văn từ biệt, Eisenhower nêu lên vấn đề Chiến tranh lạnh và vai trò của các lực lượng vũ trang Hoa Kỳ. Ông diễn tả Chiến tranh lạnh qua lời nói như sau: "Chúng ta đối diện một hệ tư tưởng thù địch, toàn cầu trong phạm vi, vô thần trong bản chất, tàn bạo trong chủ tâm và xảo quyệt trong phương sách..." và cảnh báo về cái mà ông thấy như là những đề nghị chi tiêu không chính đáng của chính phủ và ông tiếp tục với một lời cảnh báo khác là "chúng ta phải phòng ngừa chống lại việc mua ảnh hưởng không chính đáng, cho dù được tìm đến hay không được tìm đến, bởi cái mối liên hệ phức tạp giữa quân sự và công nghiệp quân sự... Tiềm năng trỗi dậy tai hại của thứ quyền lực không đúng chỗ vẫn tồn tại và sẽ dai dẳng... Chỉ có sự cảnh giác và hiểu biết của công chúng mới có thể bắt buộc được một sự hài hoà thích hợp của bộ máy quân sự và công nghiệp quốc phòng khổng lồ theo phương thức và mục tiêu hòa bình của chúng ta để nền tự do và an ninh của chúng ta có thể phồn thịnh cùng với nhau."
Vì vấn đề pháp lý liên quan đến việc giữ một cấp bậc quân sự trong lúc tại chức với một chức vụ dân sự, Eisenhower đã phải từ chức thống tướng lục quân trước khi nhận chức Tổng thống Hoa Kỳ. Sau khi mãn nhiệm Tổng thống, sự ủy nhiệm quân sự của ông trên danh sách hồi hưu được tái phục hồi và Eisenhower được ủy nhiệm trở lại là một vị tướng 5-sao trong Lục quân Hoa Kỳ.

## Sau khi mãn nhiệm Tổng thống
Eisenhower trở về sống cuộc đời hồi hưu nơi ông và Mamie đã từng sống trong khoảng thời gian dài sau chiến tranh. Đó là một nông trại nằm gần cạnh bãi chiến trường Gettysburg, Pennsylvania. Năm 1967, gia đình Eisenhower quyên tặng nông trại này cho Sở Công viên Quốc gia Hoa Kỳ và từ năm 1980 nó được mở cửa cho công chúng với tên gọi Khu Lịch sử Quốc gia Eisenhower. Lúc hồi hưu, ông không hoàn toàn rút khỏi cuộc đời chính trị; ông đã diễn thuyết tại Hội nghị Quốc gia Đảng Cộng hòa năm 1964 và xuất hiện cùng với Barry Goldwater trong chương trình quảng cáo thương mại tranh cử của đảng Cộng hòa từ Gettysburg.

### Qua đời và tang lễ

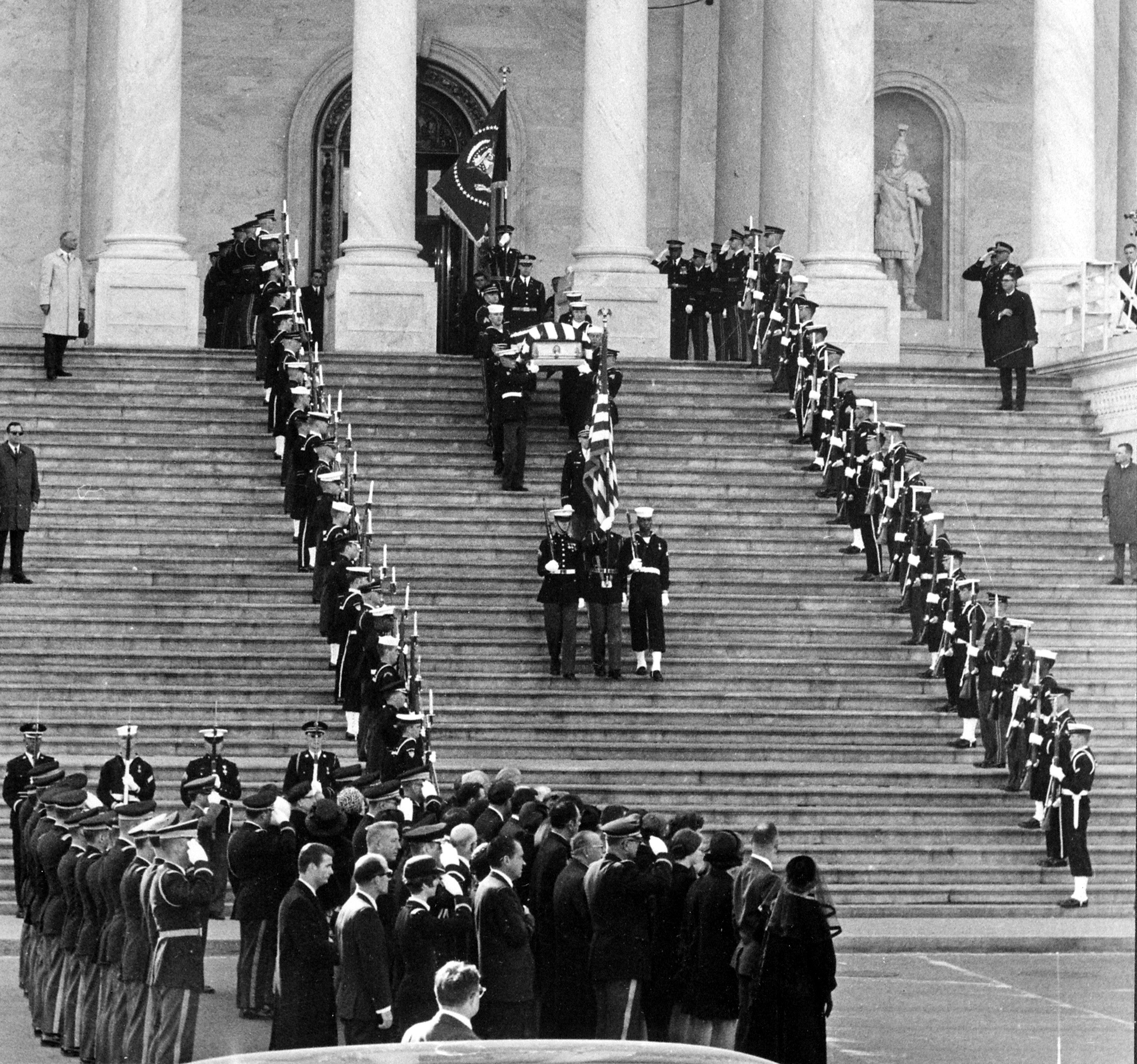
Tang lễ Eisenhower

Dwight D. Eisenhower qua đời vì bị suy tim ứ huyết ngày 28 tháng 3 năm 1969 tại Bệnh viện Lục quân Walter Reed ở Washington D.C. Ngày hôm sau, thi thể của ông được đưa đến khu cầu nguyện Bethlehem của Nhà thờ Quốc gia Washington và được đặt ở đó trong 28 tiếng đồng hồ. Ngày 30 tháng 3, thi thể của ông được đưa đến Tòa Quốc hội Hoa Kỳ và được đặt yên tại mái vòm chính của tòa nhà. Ngày 31 tháng 3, thi thể của Eisenhower được đưa trở về Nhà thờ Quốc gia Washington - nơi tiến hành lễ tang cho ông. Chiều hôm đó, thi thể ông được đặt lên một chuyến xe lửa trên đường đến thành phố Abilene, Kansas. Thi thể ông đến đó ngày 2 tháng 4 và được mai táng vào cuối ngày hôm đó trong một nhà thờ nhỏ trên khu đất Thư viện Tổng thống Eisenhower. Eisenhower được chôn gần bên người con trai của ông mất lúc 3 tuổi vào năm 1921, và sau này vợ ông là Mamie cũng được chôn cất gần ông vào năm 1979.
Richard Nixon nói về cái chết của Eisenhower như sau: 
| “               | Có những người được xem là vĩ đại vì họ chỉ huy những quân đội vĩ đại hay họ lãnh đạo những quốc gia hùng mạnh. Trong 8 năm nay, Dwight Eisenhower không có chỉ huy một quân đội nào và cũng không có lãnh đạo một quốc gia nào; tuy nhiên trong những ngày cuối cùng, ông vẫn là một người được kính trọng và ngưỡng mộ nhất trên thế giới, thật sự là đệ nhất công dân thế giới. | ” |
| — Richard Nixon | |   |

### Di sản
Sau khi Eisenhower rời chức vụ Tổng thống, thanh danh của ông xuống thấp và người ta nhận thấy ở ông, một vị Tổng thống "không có làm gì cả". Một phần là vì sự tương phản giữa Eisenhower và người kế nhiệm trẻ tích cực hoạt động là John F. Kennedy. Mặc dù việc sử dụng (chưa từng có trước đây) các binh sĩ Lục quân để cưỡng bách lệnh liên bang bãi bỏ việc tách ly chủng tộc tại trường Trung học Little Rock, Eisenhower bị chỉ trích vì do dự không ủng hộ phong trào nhân quyền đến cấp độ mà những nhà hoạt động nhân quyền khác mong muốn. Eisenhower cũng bị chỉ trích vì việc xử lý sự kiện U-2 năm 1960 (U-2 bị bắn rơi trên bầu trời Liên Xô) và bị mất mặt với quốc tế, việc Liên bang Xô viết dẫn đầu thấy rõ trong cuộc chạy đua không gian, và ông không chống đối chủ nghĩa McCarthy một cách công khai. Đặc biệt, Eisenhower bị chỉ trích vì không bênh vực được cho George Marshall trong những cuộc tấn công từ phía Joseph McCarthy mặc dù cá nhân ông phản đối những tuyên bố và chiến thuật của McCarthy. Những khiếm khuyết này được đưa ra để chống ông trong thời khí thế của chủ nghĩa tự do lên cao trong thập niên 1960 và thập niên 1970. Tuy nhiên từ đó, thanh danh của Eisenhower lên cao trở lại. Trong những cuộc thăm dò vừa qua của các sử gia, Eisenhower thường được xếp hạng trong số 10 vị Tổng thống hàng đầu của Hoa Kỳ từ xưa đến nay.
Mặc dù chủ nghĩa bảo thủ đang lên cao trào trong thập niên 1950 và Eisenhower chia sẻ cái cảm giác này nhưng chính phủ của ông đã thực hiện một vai trò rất ôn hòa trong việc làm thay đổi bức tranh chính trị. "Những chiến thắng của Eisenhower", theo Hans Morgenthau, "là không gì khác hơn ngoài những sự cố không để lại hậu quả trong lịch sử của Đảng Cộng hòa."
Eisenhower là Tổng thống đầu tiên thuê mướn một "Tham mưu trưởng Nhà Trắng" (từ tiếng Anh "Chief of Staff" thường được gọi trong tiếng Việt là "trưởng hay chánh văn phòng Nhà Trắng") hay "người gác cổng" – một ý nghĩ mà ông đã mượn từ Lục quân Hoa Kỳ là chức vụ Tham mưu trưởng Lục quân Hoa Kỳ. Sau này tất cả các Tổng thống Hoa Kỳ từ sau thời Tổng thống Lyndon Johnson đều bắt chước theo. Jimmy Carter ban đầu có ý định không dùng đến một "tham mưu trưởng" nhưng cuối cùng phải từ bỏ ý nghĩ đó và thuê mướn một người.
Dwight D. Eisenhower thành lập tổ chức "People to People International" năm 1956, dựa theo niềm tin của ông là sự tiếp xúc giữa các công dân với nhau sẽ thúc đẩy tiếp xúc văn hóa và hòa bình thế giới. Chương trình này gồm có một bộ phận thành phần đại sứ sinh viên mà sẽ gửi thanh niên Mỹ trong những chuyến đi học tập đến các quốc gia khác.
Eisenhower là Tổng thống đầu tiên xuất hiện trên truyền hình màu. Ông được thu hình khi nói chuyện tại buổi lễ ra mắt phòng thu mới của đài truyền hình WRC-TV tại Washington, D.C., vào ngày 22 tháng 5 năm 1958. Băng thu hình được cất giữ và được tin là băng thu hình màu xưa nhất còn tồn tại. Lưu trữ ngày 6 tháng 2 năm 2006 tại Wayback Machine

## Chỉ trích
Trong cuốn sách Other Losses xuất bản năm 1989, nhà văn Canada James Bacque gây tranh cãi khi cho rằng Eisenhower đã có chủ tâm tạo ra cái chết của 790.000 tù nhân người Đức trong các trại tập trung vì bệnh, đói, và rét từ 1944 đến 1949. Trong các trại tương tự ở Pháp, khoảng thêm 250.000 người được cho rằng đã vùi xác trong các trại. Ủy ban Hồng Thập tự Quốc tế bị từ chối cho vào các trại, Thụy Sĩ bị tước địa vị là quốc gia có "quyền bảo vệ tù nhân" và các tù binh chiến tranh bị tái xếp loại thành "các lực lượng thù địch bị giải giới" để khỏi được công nhận là tù binh chiến tranh theo Công ước Geneva. Bacque cho rằng vụ giết người tập thể vừa nói ở trên là kết quả trực tiếp đến từ các chính sách của đồng minh phương Tây cùng với Liên Xô cai trị nước Đức bị chia cắt từ tháng 5 năm 1945 cho đến năm 1949. Nhà văn này đổ tội lỗi lên tướng Dwight D. Eisenhower khi cho rằng người Đức bị giữ cho chết đói cho dù có đủ thực phẩm trên thế giới để tránh sự khan hiếm thực phẩm đến mức độ chết người tại Đức năm 1945–1946.
Năm 1990, các sử gia được mời gồm có Stephen Ambrose và Günter Bischof tập hợp tại Trung tâm Hoa Kỳ học Eisenhower của Đại học New Orleans tham gia hội nghị hàm lâm để nghiên cứu về những lời cáo buộc mà Bacque đã đưa ra. Hội nghị kết luận rằng có sự ngược đãi tù binh Đức năm 1945 nhưng đấy không phải là do kết quả từ bất cứ lệnh nào của Eisenhower. Các chứng cứ mà Bacque thu thập được bị cho là lạc văn mạch và quá hời hợt bất cẩn. Năm 1992, một cuốn sách với kết quả của cuộc hội nghị đã được Ambrose và Bischof biên tập và xuất bản.

## Tưởng niệm

Tượng đồng Eisenhower đứng trong vòm chính của Tòa Quốc hội Hoa Kỳ. Ông được mô tả đang mặc "áo quân phục kiểu Ike".

Hình của Eisenhower có trên đồng đô la kim loại phát hành năm 1971 đến 1978. Gần 700 triệu tiền kim loại mạ đồng-nickel được đúc để lưu hành, và con số nhỏ hơn không lưu hành được phát hành cho các nhà sưu tầm. Ông tái xuất hiện trên đồng đô la tưởng niệm bằng bạc được phát hành năm 1990, kỷ niệm sinh nhật lần thứ 100 của ông. Đồng bạc này có hai hình ảnh của ông trong hai vai trò, người lính và chính khách. Mặt trái mô tả ngôi nhà của ông tại Gettysburg. Trong chương trình phát hành tiền kim loại $1 kỷ niệm các Tổng thống, Eisenhower sẽ có mặt trên một loại tiền kim loại màu vàng mệnh giá $1 vào năm 2015.
Ông được tưởng nhớ vì vai trò của ông trong Chiến tranh thế giới thứ hai, việc xây dựng Hệ thống Xa lộ Liên tiểu bang và kết thúc Chiến tranh Triều Tiên. USS Dwight D. Eisenhower là siêu hàng không mẫu hạm thứ hai thuộc lớp Nimitz được đặt tên để vinh danh ông.
Hệ thống Xa lộ Liên tiểu bang được chính thức gọi tên là Hệ thống Xa lộ Quốc phòng và Liên tiểu bang Quốc gia Dwight D. Eisenhower để vinh danh ông. Một số xa lộ cũng được đặt tên ông trong đó có Xa lộ Tốc hành Eisenhower (Xa lộ Liên tiểu bang 290) gần Chicago và Đường hầm Eisenhower trên Xa lộ Liên tiểu bang 70 nằm ở phía tây Denver.
Đầu máy xe lửa hơi nước Vương quốc Anh lớp A4 số 4496 (đổi số thành 60008) Golden Shuttle được đặt tên lại là Dwight D. Eisenhower năm 1946. Nó được bảo tồn tại Bảo tàng Đường sắt Quốc gia ở Green Bay, Wisconsin.
Đại học Eisenhower là một trường đại học nhỏ dạy mỹ thuật tự do ở Seneca Falls, New York năm 1965 có các lớp học bắt đầu năm 1968. Nhiều vấn đề tài chính đã buộc trường nằm dưới quyền điều hành của Viện Kỹ thuật Rochester năm 1979. Lớp học cuối cùng của trường tốt nghiệp vào năm 1983.
Eisenhower Hall là tòa nhà hoạt động của học viên tại West Point, được xây xong năm 1974. Năm 1983, đài tưởng niệm Eisenhower được khánh thành tại West Point.
Trung tâm Y tế Eisenhower ở Rancho Mirage, California được đặt tên ông năm 1971.
Trung tâm Y tế Lục quân Dwight D. Eisenhower nằm ở đồn Gordon gần thành phố Augusta, Georgia được đặt tên ông để vinh danh ông.
Tháng 2 năm 1971, Trường Dwight D. Eisenhower thuộc xã Freehold, New Jersey được chính thức mở cửa.
Năm 1983, Viện Eisenhower được thành lập ở Washington, D.C. trong vai trò một viện chính sách nhằm giới thiệu rộng rãi những di sản lãnh đạo và tài trí của Eisenhower.
Năm 1989, Đại sứ Hoa Kỳ Charles Price và Thủ tướng Anh Margaret Thatcher khánh thành tượng đồng Eisenhower tại Quảng trường Grosvenor, London. Bức tượng được đặt phía trước Đại sứ quán Hoa Kỳ và phía bên kia là cựu trung tâm bộ tư lệnh Lực lượng Viễn chinh Đồng minh trong thời Chiến tranh thế giới thứ hai nơi mà Eisenhower có các văn phòng trong đó thời chiến tranh.
Năm 1999, Quốc hội Hoa Kỳ thành lập Ủy ban Tượng đài Dwight D. Eisenhower để xây dựng một đài tưởng niệm quốc gia tại Washington, D.C. Năm 2009, ủy ban chọn kiến trúc sư Frank Gehry thiết kế đài tưởng niệm.
Đài tưởng niệm sẽ đứng gần Khu dạo chơi Quốc gia (National Mall) trên Đường Maryland, khu tây nam, bên kia đường là Bảo tàng Hàng không và Không gian Quốc gia (Hoa Kỳ).
Ngày 7 tháng 5 năm 2002, Cựu Tòa Văn phòng Hành chánh được chính thức đặt tên mới là Tòa Văn phòng Hành chánh Eisenhower. Tòa nhà này là một phần của Khu phức hợp Nhà Trắng, ở phía tây của cánh Tây (West Wing) Nhà Trắng. Hiện tại nó có một số văn phòng hành chánh trong đó có văn phòng của phó Tổng thống Hoa Kỳ và phu nhân hay phu quân của mình.
Một công viên quận tại East Meadow, New York (Long Island) được đặt tên ông để vinh danh ông. Ngoài ra, Công viên Tiểu bang Eisenhower trên Hồ Texoma gần nơi ông sinh ra trong thành phố Denison được đặt tên ông; nơi ông được sinh ra hiện nay đang được tiểu bang Texas quản lý như Khu Lịch sử Tiểu bang Nơi sinh của Eisenhower.
Nhiều trường trung học công lập tại Hoa Kỳ được đặt tên Eisenhower.
Có một ngọn núi tên Eisenhower trong dãy núi Tổng thống thuộc nhóm núi White ở tiểu bang New Hampshire.
Một cây nhô ra phía trên lỗ số 17, là lỗ luôn tạo rắc rối cho ông tại Câu lạc bộ Golf Quốc gia Augusta nơi ông là thành viên, được đặt tên "Cây Eisenhower" để vinh danh ông.
Câu lạc bộ Golf Eisenhower ở Học viện Không quân Hoa Kỳ, một sân golf 36-lỗ được xếp hạng một trong số các sân của Bộ Quốc phòng Hoa Kỳ, được đặt tên Eisenhower để vinh danh ông.
Lỗ thứ 18 ở Câu lạc bộ Cherry Hills Country gần thành phố Denver được đặt tên ông. Eisenhower là một thành viên lâu năm của câu lạc bộ này, một trong những sân golf mà ông thích.

## Huân chương và tưởng thưởng

### Tưởng thưởng Hoa Kỳ

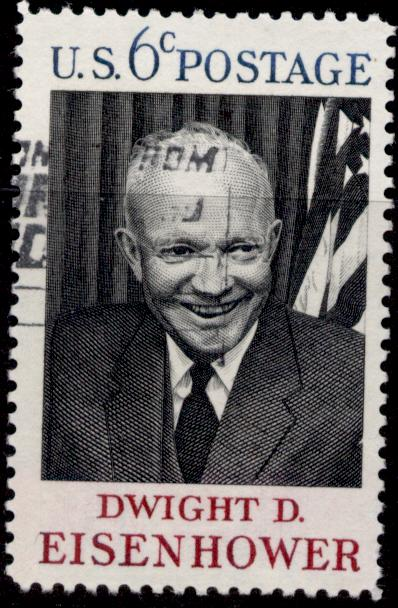
Tem phát hành bở Bưu điện Hoa Kỳ năm 1969 để tưởng nhớ Dwight D. Eisenhower

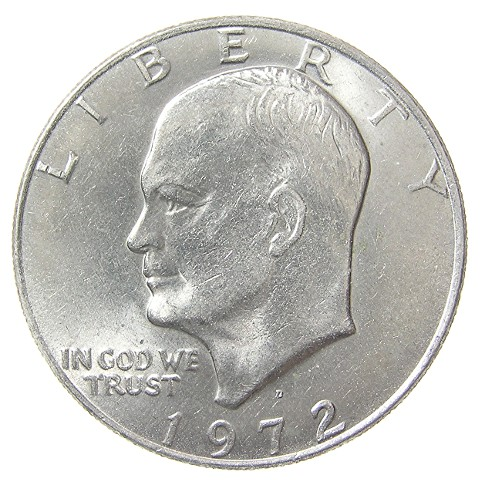
Tiền kim loại mệnh giá 1 đô la được Sở Đúc tiền Hoa Kỳ phát hành từ 1971 đến 1978 để tưởng niệm Eisenhower

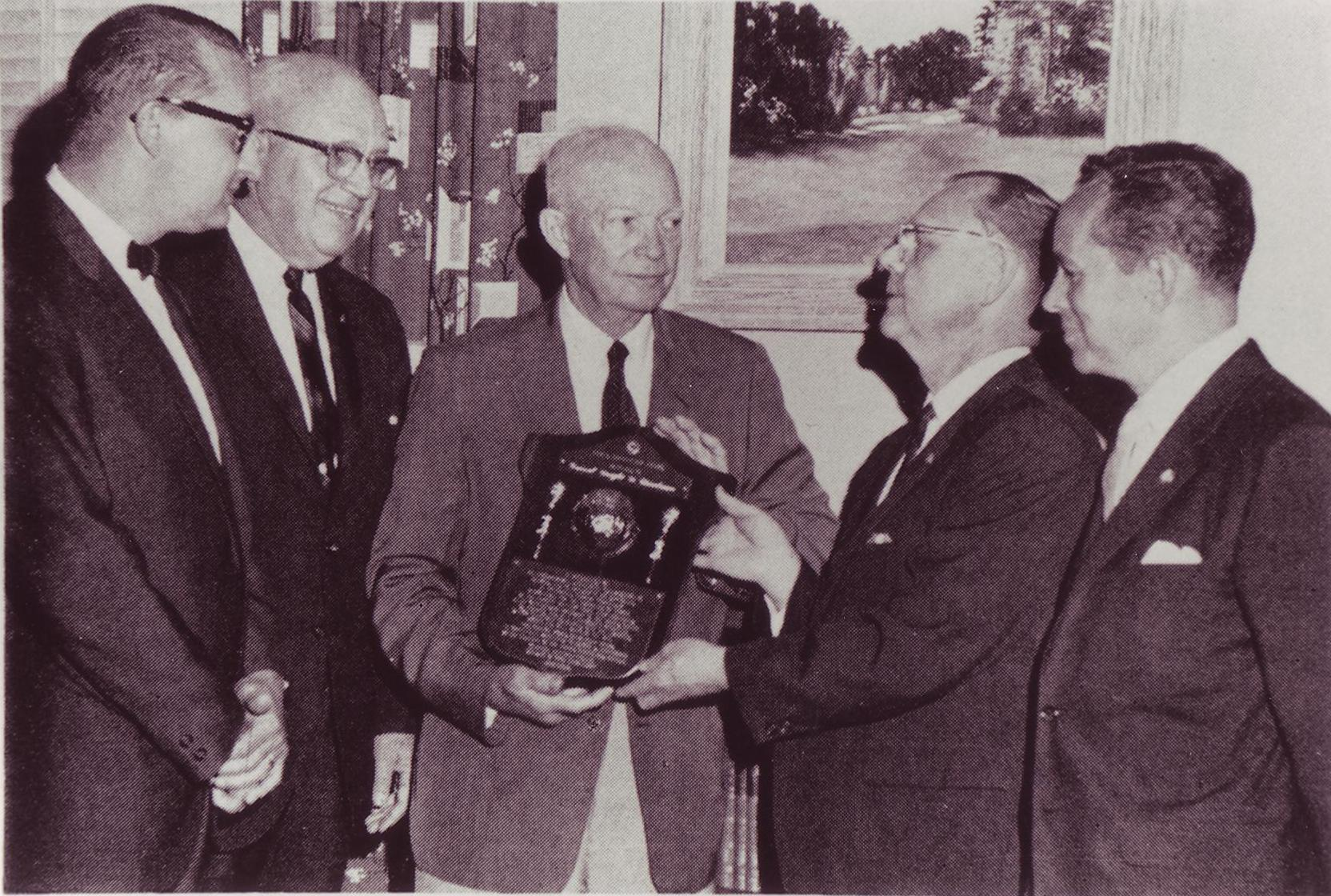
Eisenhower nhận Giải thưởng Công dân Thế giới của hội Civitan International năm 1966

Theo thứ tự cao thấp
- Huân chương Phục vụ Xuất sắc Lục quân có bốn chùm lá sồi
- Huân chương Phục vụ Xuất sắc Hải quân
- Huân chương Chiến công
- Huân chương Phục vụ Biên giới Mexico
- Huân chương Chiến thắng Chiến tranh thế giới thứ nhất
- Huân chương Phục vụ Quốc phòng Mỹ
- Huân chương Chiến dịch châu Âu-châu Phi-Trung Đông với bốn ngôi sao phục vụ màu đồng và một ngôi sao bạc
- Huân chương Chiến thắng Chiến tranh thế giới thứ hai
- Huân chương Lục quân Chiếm đóng
- Huân chương Phục vụ Quốc phòng Quốc gia (2 lần)

### Tưởng thưởng quốc tế
Danh sách các huân chương và tưởng thưởng do các quốc gia khác trao tặng.
- Anh: Huân chương Bath, Đại Thập tự Hiệp sĩ (Knight Grand Cross)
- Anh: Ngôi sao châu Phi với các mẫu hình số "8" và "1".
- Argentine: Huân chương Người giải phóng San Martin, Đại Thập tự
- Bỉ: Huân chương Léopold
- Bỉ: Thập tự Chiến tranh (Croix de Guerre/Belgisch Oorlogskruis)
- Brasil Huân chương Chiến dịch
- Brasil: Huân chương Chiến tranh
- Brasil: Huân chương Chiến công, Đại Thập tự
- Brasil: Huân chương Công trạng Hàng không, Đại Thập tự
- Brasil: Huân chương Quốc gia Nam Thập tự (National Order of the Southern Cross)
- Chile: Huân chương Chiến công hạng nhất
- Trung Quốc: Huân chương Yun Hui
- Trung Quốc: Huân chương Yun Fei
- Khối Thịnh vượng chung: Huân chương Chiến công
- Tiệp Khắc: Huân chương Sư tử trắng
- Tiệp khắc: Ngôi sao vàng Chiến thắng
- Đan Mạch: Huân chương Voi
- Ecuador: Ngôi sao Abdon Calderon
- Ai Cập: Huân chương Ismal
- Ethiopia: Huân chương Solomon
- Pháp: Thập tự Chiến tranh
- Pháp: Bắc đẩu bội tinh, Đại Thập tự.[96]
- Pháp: Huân chương Giải phóng
- Pháp: Huân chương Quân sự
- Hy Lạp: Huân chương George I
- Guatemala Thập tự Chiến công, hạng nhất
- Haiti: Huân chương Vinh dự và Chiến công, Đại Thập tự
- Ý: Huân chương Quân sự, Đại Thập tự Hiệp sĩ
- Ý: Huân chương Malta
- Luxembourg Huân chương Chiến công
- Luxembourg: Thập tự Chiến tranh
- México: Huân chương Đại bàng Aztec, hạng nhất
- Mexico: Huân chương Công trạng Dân sự
- Mexico: Huân chương Chiến công
- Maroc: Huân chương Ouissam Alaouite
- Hà Lan: Huân chương Sư tử Hà Lan, Đại Thập tự Hiệp sĩ
- Na Uy: Huân chương St. Olav
- Pakistan: Huân chương Pakistan, hạng nhất
- Panama: Huân chương Vasco Nunez de Balboa, Đại Thập tự
- Panama: Huân chương Manuel Amador Guerrero
- Philippines: Ngôi sao Phục vụ Xuất sắc
- Philippines: Huân chương Vinh dự, Tổng tư lệnh
- Philippines: Huân chương Sikatuna, hạng nhất
- Ba Lan: Thập tự Grunwald, hạng nhất
- Ba Lan: Huân chương Polonia Restituta
- Ba Lan: Virtuti Militari
- Liên bang Xô viết: Huân chương Suvorov
- Liên bang Xô viết: Huân chương Chiến thắng
- Tunisia Huân chương Nichan Iftikhar.

### Vinh dự khác
- Năm 1966, Eisenhower là người thứ hai được vinh dự nhận giải công dân thế giới của hội Civitan International.[97]
- Tên của Eisenhower được đặt cho một số con đường tại các thành phố trên thế giới trong đó có Paris, Pháp.
- Tháng 12 năm 1999, Eisenhower được ghi tên trong danh sách những người được ngưỡng mộ nhiều nhất trong thế kỷ 20 của Gallup.
- Năm 2009, Eisenhower được ghi tên trong Đại sảnh Danh vọng Golf Thế giới cho thể loại "thành tựu trọn đời" vì những cống hiến của ông cho môn thể thao này.[98]

Trên hết ông là Người Mỹ Trầm Lặng Của Thế giới Vì Hòa Bình.

### Binh nghiệp của Eisenhower
- Ambrose, Stephen E. Eisenhower: Soldier, General of the Army, President-Elect, 1890–1952 (1983);'
- Ambrose, Stephen E. The Victors: Eisenhower and his Boys: The Men of World War II, New York: Simon & Schuster, 1998. ISBN 0-684-85628-X
- Eisenhower, David. Eisenhower at War 1943–1945 (1986), New York: Random House. ISBN 978-0-394-41237-5. A detailed study by his grandson.
- Irish, Kerry E. "Apt Pupil: Dwight Eisenhower and the 1930 Industrial Mobilization Plan", The Journal of Military History 70.1 (2006) 31–61 online in Project Muse.
- Pogue, Forrest C. The Supreme Command, Washington, D.C.: Office of the Chief of Military History, Dept. of the Army, 1954. The official Army history of SHAEF.
- Weigley, Russell. Eisenhower's Lieutenants. Đại học Indiana Press, 1981. Ike's dealings with his key generals in WW2
- Cố Vân Thâm (chủ biên); Dịch giả: Phong Đảo (2003). Thập đại tùng thư: 10 Đại tướng soái thế giới. Thành phố Hồ Chí Minh: Nhà xuất bản Văn hóa Thông tin.

### Eisenhower khi là người thường
- Albertson, Dean, ed. Eisenhower as President (1963).
- Alexander, Charles C. Holding the Line: The Eisenhower Era, 1952–1961 (1975).
- Ambrose, Stephen E. Eisenhower: Soldier, General of the Army, President-Elect, 1890–1952 (1983); Eisenhower. The President (1984); one volume edition mang tên Eisenhower: Soldier and President (2003). Standard biography.
- Bowie, Robert R. and Richard H. Immerman; Waging Peace: How Eisenhower Shaped an Enduring Cold War Strategy, Oxford University Press, 1998.
- Burk, Robert. "Eisenhower Revisionism Revisited: Reflections on Eisenhower Scholarship," Historian, Spring 1988, Vol. 50 Issue 2, pp 196–209
- Damms, Richard V. The Eisenhower Presidency, 1953–1961 (2002).
- David Paul T. (ed.), Presidential Nominating Politics in 1952. 5 vols., Johns Hopkins Press, 1954.
- Divine, Robert A. Eisenhower and the Cold War (1981).
- Greenstein, Fred I. The Hidden-Hand Presidency: Eisenhower as Leader (1991).
- Harris, Douglas B. "Dwight Eisenhower and the New Deal: The Politics of Preemption" Presidential Studies Quarterly, Vol. 27, 1997.
- Harris, Seymour E. The Economics of the Political Parties, with Special Attention to Presidents Eisenhower and Kennedy (1962).
- Krieg, Joann P. ed. Dwight D. Eisenhower, Soldier, President, Statesman (1987). 24 essays by scholars.
- McAuliffe, Mary S. "Eisenhower, the President", Journal of American History 68 (1981), pp. 625–632.
- Medhurst, Martin J. Dwight D. Eisenhower: Strategic Communicator Greenwood Press, 1993.
- Pach, Chester J. and Elmo Richardson. Presidency of Dwight D. Eisenhower (1991). Standard scholarly survey.